# M240通用機槍
M240，正式名稱為M240 7.62毫米通用機槍（英語：Machine Gun, 7.62 mm, M240）是美國軍方對FN MAG（法語：Mitrailleuse d`Appui Général，意為：通用機槍）槍族的官方編號，為一款可散式彈鏈供彈及氣動式操作的中型通用機槍，發射7.62×51毫米北约口徑步枪子彈。
M240從1980年代中期開始在美國軍隊所使用。它被廣泛地給步兵，以及地面車輛、船舶和飛機所使用。儘管並不是現役而言最輕的中型通用機槍，它卻以高度重視其堅實及可靠性，並且也可以在北約成員國之間的標準化之中被視為是一個主要的優勢。
其所有的衍生型都是以可散式彈鏈作為其供彈方式，並且能夠發射各個種類的7.62毫米北約口徑彈藥。一些M240的衍生型更可以使用不可散式彈鏈作為其供彈方式，只是需要更換幾個很容易就抽換的零件就可。不同版本之間會因為受到一些可互換性的零件的限制以致不同版本之間的重量和一些功能都有顯著的差異。最初美軍使用的M240在比利时生產。目前的M240系列則是由埃斯塔勒國營工廠（英語：Fabrique Nationale de Herstal，簡稱：FN）在美国的全資分公司國營赫斯塔爾生产有限公司（英語：Fabrique Nationale Manufacturing Inc., LLC）在南卡罗来纳州哥倫比亞市所生產。
M240B和M240G（參見衍生型章節）通常是以其內置的兩腳架、M192輕型地面槍架、車輛台座裝載或是遙控武器站的方式協助射擊。關於三腳架的使用， 美國陸軍主要使用M192輕型地面槍架，而美國海軍陸戰隊使用M2三腳架的稍微更新型M122三腳架。

## 發展
由國營埃斯塔勒（法語：Fabrique Nationale de Herstal，簡稱：FN）所生產的FN MAG被美國軍隊所採用以後，就在世界各地大搜索和戰鬥以後擔當不同的角色。它取代了因為設計方面不良的問題以致在局部衝突中表現不佳的M60。
M240是一挺以可散式彈鏈供彈、氣動式操作、氣冷式、班組支援及固定頂空的武器。它具有很高度的通用性，包括其直接展開兩腳架、架設於M122A1三腳架以上、架設於载具以上或是架設於飛機以上。除了在某些情況下，M60通用機槍仍被用作軍用直升機的艙門機槍。
M240在1977年被美国陆军首次採用，並且由原來架設於M60巴頓和M1「艾布蘭」用作一挺砲塔同軸機槍，在1980年代和1990年代之間慢慢地被採用在更多的用途上。後來，M240和M240E1（其後改進為M240D）被採用在裝上载具上的使用。這樣使它進一步普及至更多單位的用途，特別是陸軍和海军陆战队步兵。與M60相比以下，擁有許多與它的前身，即是FN MAG系統相同基本特徵的M240在耐久性及可靠性方面的結果都遠較前者卓越。而事實上，FN MAG所裝置的氣動式系統比M60的更為複雜，以至其生產成本增加以及全槍重量變得更為沉重，但卻給予了FN MAG系列更好的可靠性，並且降低了其對維護方面的要求。
相比起其他通用機槍，M240的故障平均發數（英語：Mean Rounds Between Failure，簡稱：MRBF）為26,000發，與它的重量一樣是相當高的；而當它的前身FN MAG在1970年代被首次採用時也達到約7000發故障平均發數。它不像一些非常沉重的更舊設計那樣更為可靠，但它的品質與現在不少武器相比仍然相當可靠。
美國陸軍目前正在進行著M240B重量減輕計劃（英語：M240B Weight Reduction Program），M240B的衍生型（即M240L，其前身為M240E6）的重量會比其減少4—7磅。

### 早期的歷史：測試和通過
MAG被美軍採用可以追溯到在1960年代末期至1970年代早期，作為一個用以促使在坦克上安裝一挺新型同軸7.62毫米口徑機槍的項目，以取代原來的M73和M219車載中型機槍的用途並且使用。雖然它在1980年代的時候仍然被發配並且擔當原來作為同軸武器的主要角色，但後來也在步兵和其他用途上都被採用。它在1990年代和21世纪就被發配並且擔當這個的新角色。
如前所述，在1970年代的美軍一直在尋找用於裝上载具及／或裝甲戰鬥車輛作為台座掛載武器的新型7.62毫米口徑機槍。1950年代末期裝備M73已經為美軍帶來相當的困擾，而其衍生型M73E1／M219並沒有多大改善。而在這個時期，一些來自不同國家的武器設計就開始被考慮用以取代M73。在對十多種中型／通用機槍進行評估以後，而得出的最後兩名競標者就是M60E2和FN MAG。它們一起經歷了全面的測試，並且與舊型號的M219進行比較。
美軍測試機槍的兩個主要的分析標準是“射擊中斷平均彈數”（英語：Mean Rounds Between Stoppages，簡稱：MRBS，可以在幾分鐘內排除卡彈）和“射擊故障平均彈數”（英語：Mean Rounds Between Failure，簡稱：MRBF，例如部分中斷）。評估的機槍結果如下：
| 武器型號  | 發射彈數 | 射擊中斷平均彈數 | 射擊故障平均發數 |
| --------- | -------- | ---------------- | ---------------- |
| FN MAG 58 | 50,000   | 2,962            | 6,442            |
| M60E2     | 50,000   | 846              | 1,669            |
| M219      | 19,000   | 215              | 1,090            |
| 最低規定  |          | 850              | 2,675            |
| 最低要求  |          | 1,750            | 5,500            |

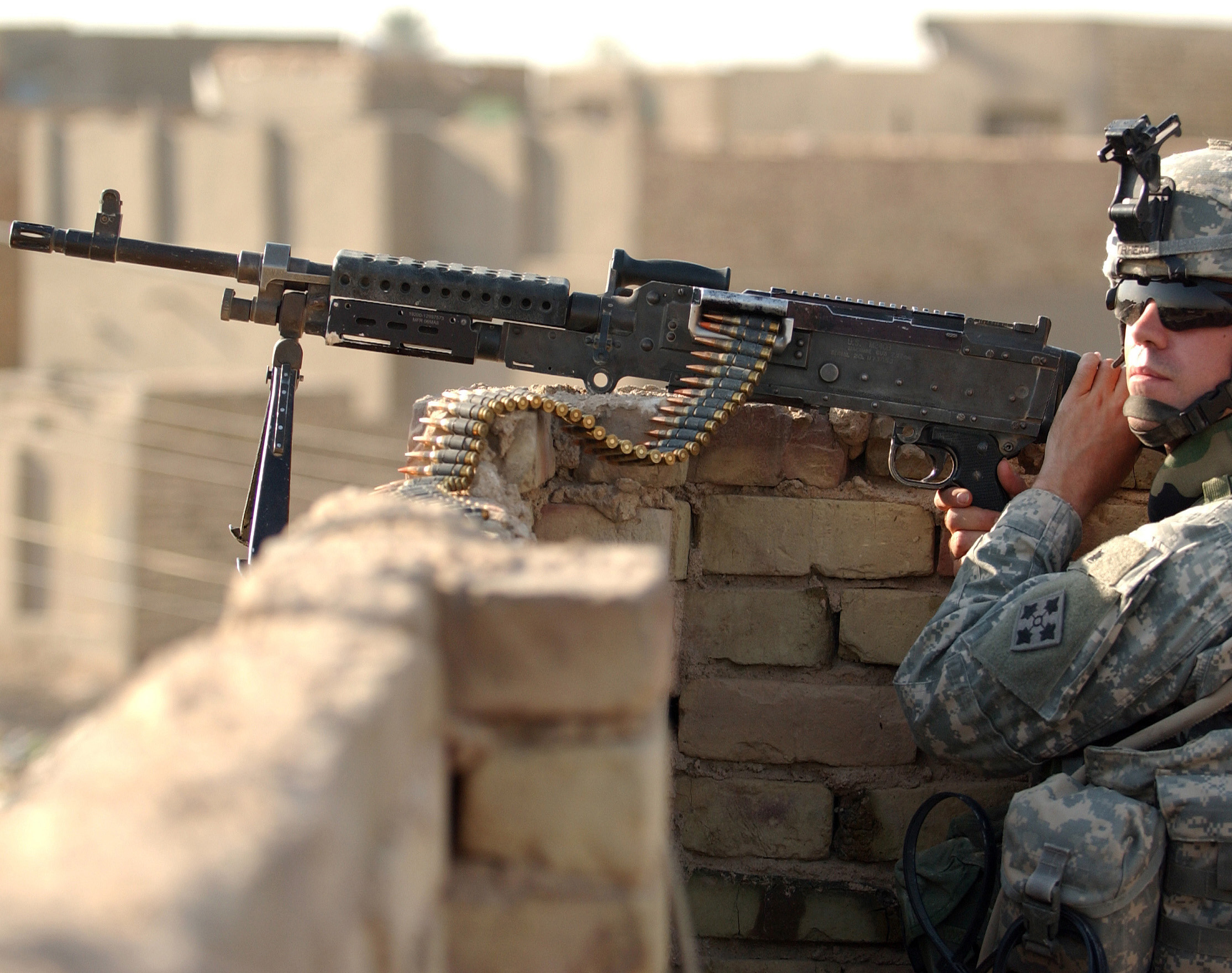
美國陸軍士兵使用M240B。

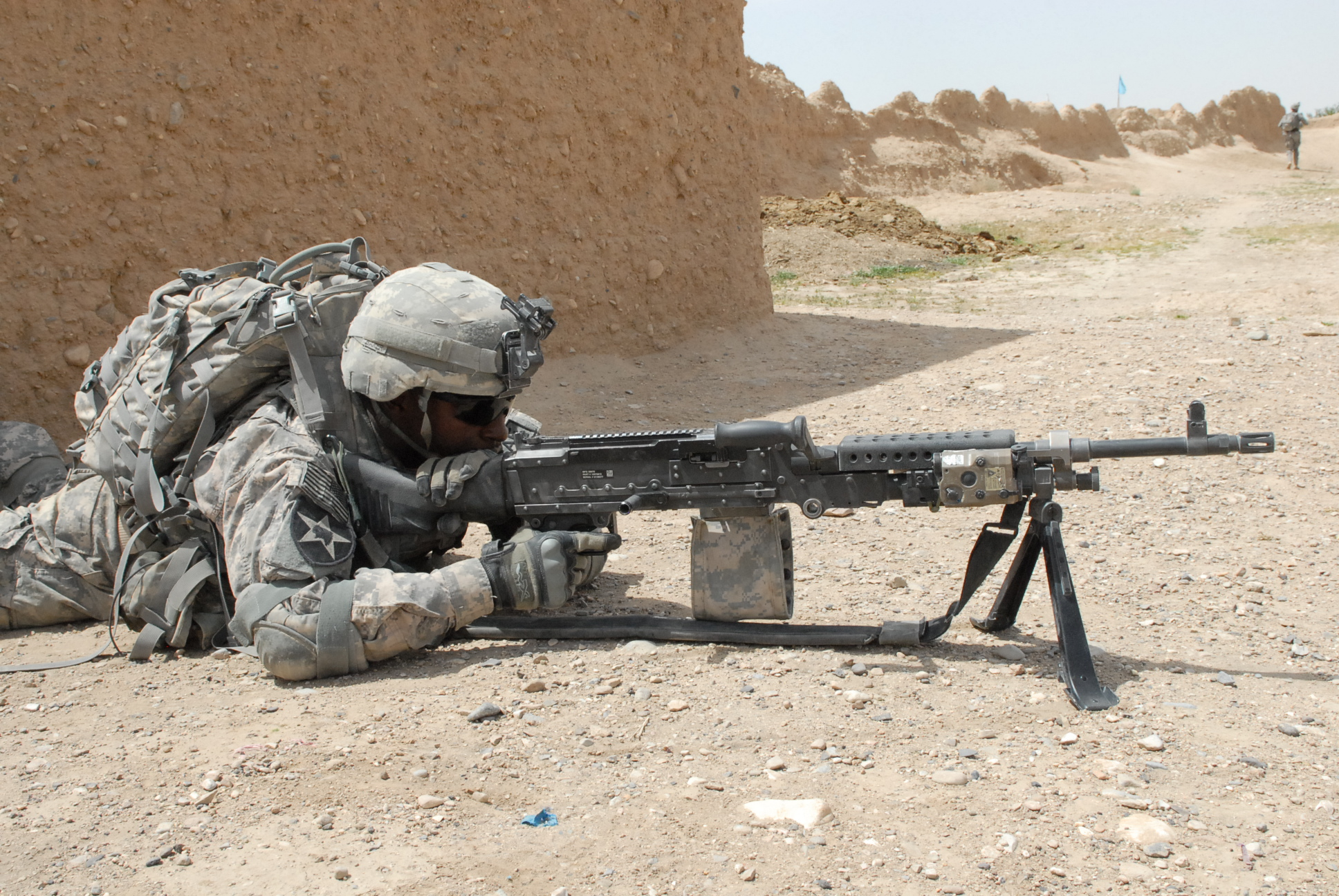
第52步兵團的士兵，第5史崔克旅級戰鬥隊使用裝上了AN/PEQ-15雷射瞄準器、彈袋和槍背帶的M240B。

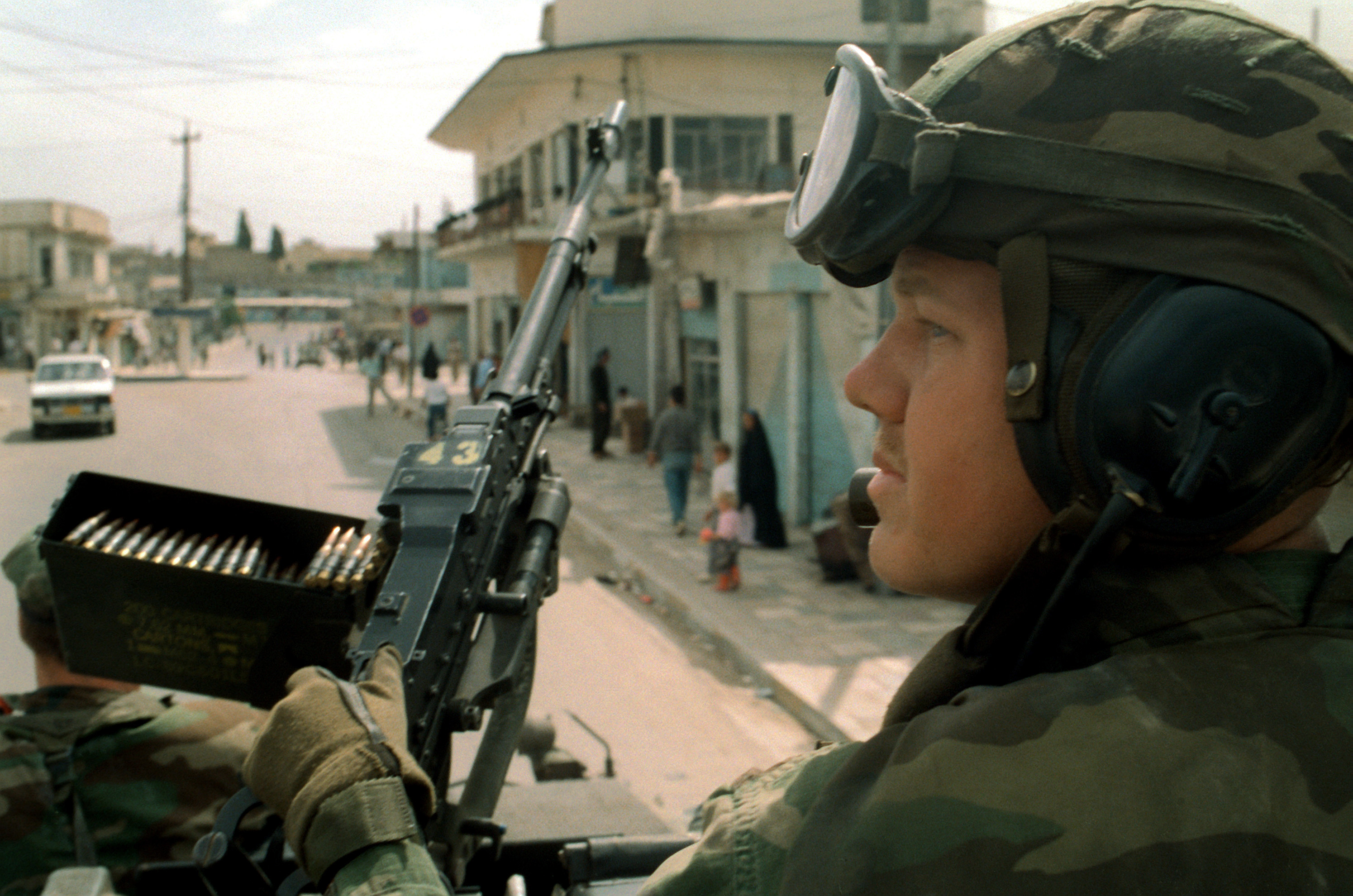
裝在LAV-25上的M240E1衍生型。

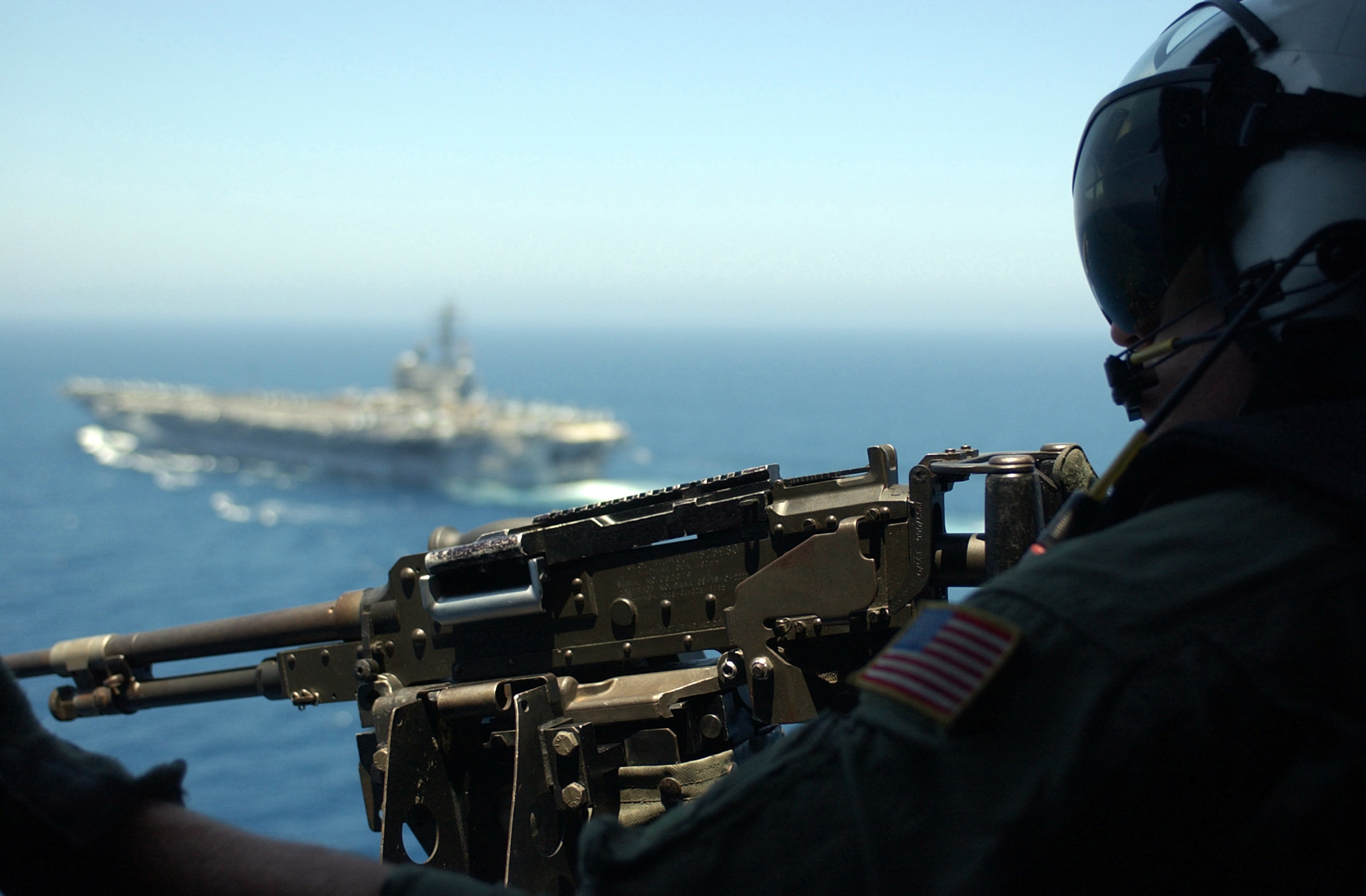
裝在SH-60F海鷹直升機槍架以上的M240D機槍。

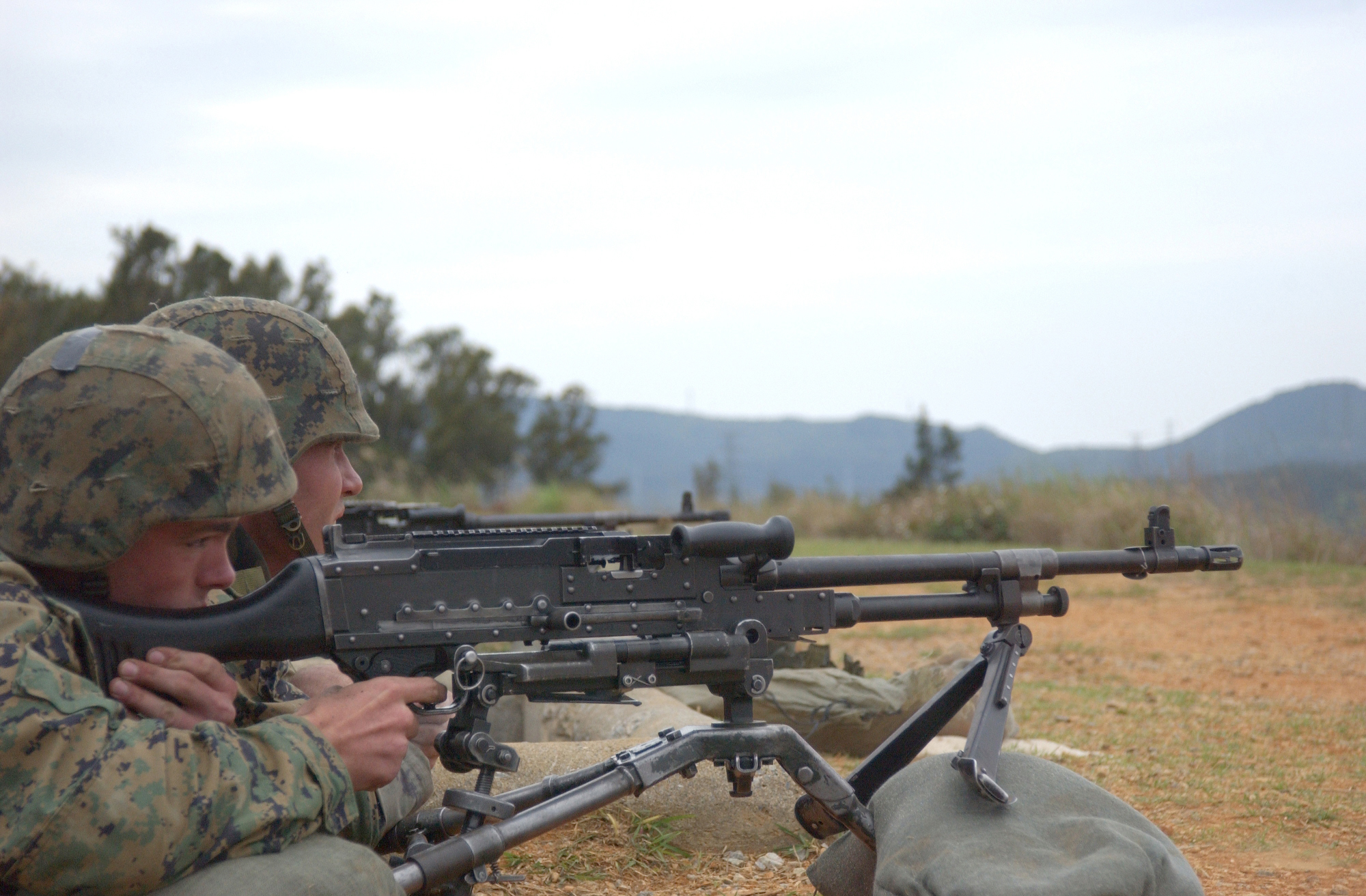
海军陆战队使用架設於M2三腳架台座上的M240G。

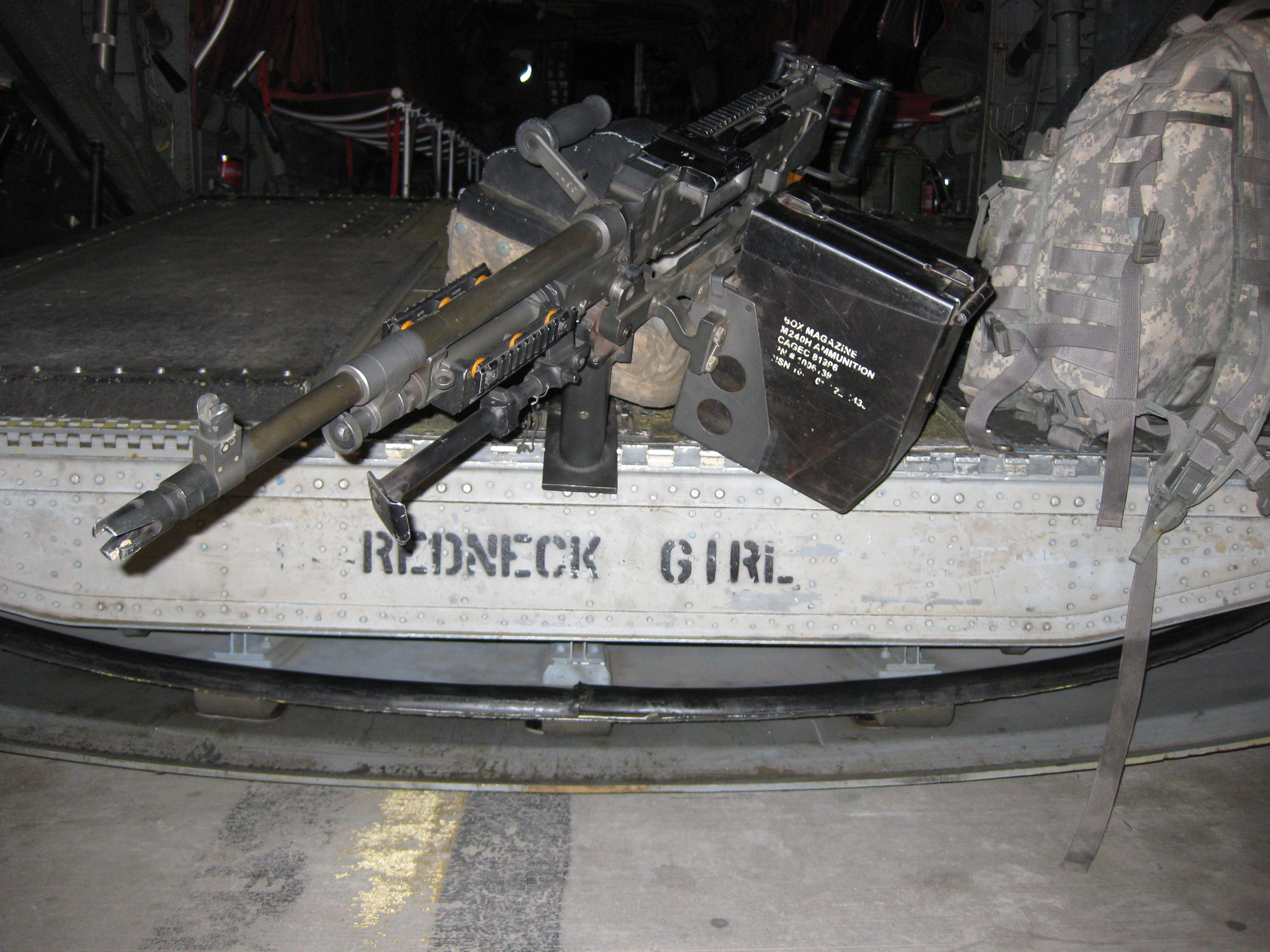
裝在CH-47“奇諾克”的機尾艙門以上的一挺M240H。

手持一挺M240L執行巡邏任務的美軍士兵。

該測試是一個只適用於1970年代版本的測試。與一些其他型號不同，MAG本身進行一些改進，而M60E2是一個專門的同軸機槍衍生型。M60系列的衍生型的質量，例如M60E4和M60C之間的質量，就已經有很大差別。除此之外，MAG型號具有明顯優勢，使其於1977年美国陆军機槍競標中成功中標，它後來被命名為M240，從該年開始採購。
它在1980年代開始取代了原來的舊型號車載機槍及／或同軸機槍的角色。在得到步兵班提出的適應化修改以後，證明M240性能優秀，足以使它在步兵班中流行起來，並衍生出M240B和M240G這兩種步兵用機槍。其中後者於1991年被美国海军陆战队所採用，它的採用取代了過去步兵所使用的而且已經隨時間而破舊過時的M60系列（諷刺的是，M240的原形FN MAG-58是在1958年設計的，與M60在研製時間上相差並不很多），除了海軍陸戰隊在1980年代開始使用的M60E3。M240在1990年代後期被美國陸軍步兵所採用，在評估試驗期間以M240E4之名擊敗了與其競標而且較M240輕便和便宜的M60E4，原因是後者沒有提供與前者以及其於其他北約成員國之中使用的原槍FN MAG的使用國，例如英国或是美國海軍陸戰隊的軍用載具上的共通性。
雖然M240的各種衍生型都還沒有完全取代所有的M60衍生型，但是他們在美軍於戰場上已經擔當了最主要的使用武器和角色。目前M60仍然，在某些情況下，被海軍所使用。

## 衍生型
M240的武器生產商名稱是MAG 58。M240保留了FN MAG-58的基本規範，並且允許部分部件與其他標準型號的MAG-58進行互換。因為內部機構一樣，美國士兵可以北約各國軍隊交換使用與FN MAG-58相關的耗用零件和備用零件。不論在訓練、後勤保障、戰術多功能性以及聯合作戰上都有其顯著的優勢。例如，美國軍隊部隊單位士兵聯合英國軍隊部隊單位士兵的時候，M240系列的可更換部件可以供應給L7系列以便儘快更換損毀部件，反之亦然。當車輛正受到攻擊和／或行動不能的時候，如果車輛要被迫放棄的話，可以將原來裝在車輛上的M240B拆卸下來，並可以利用其槍托和兩腳架以繼續戰鬥。

### M240、M240E1和M240C
M240為標準同軸機槍，以比利時原廠的MAG Model 60-40為藍本，但是使用不同的槍口上的消焰器及導氣箍上的氣體調節器。1977年時美国陆军採用M240並作為M60巴頓系列坦克的坦克機槍使用，取代了原來的M73和M219 7.62毫米口徑車載機槍，以及M85 .50英吋口徑重機槍。1980年代，美国海军陆战队將M240裝上LAV-25兩棲裝甲偵察車以及M1「艾布蘭」主戰坦克上使用。它具有電子控制擊發系統和重新裝填槓桿。
M240E1在1987年設計，是用於車輛的原始M240同軸／樞軸搭載機槍的美國海軍陸戰隊版本。最先在LAV系列輪式裝甲戰鬥車輛以上使用，目前已經可於各種裝甲車輛、直升機的槍架上廣泛使用。
而M240C是由同樣作為同軸機槍（與主武器一同安裝、指向相同的副武器）的M240改進而成，彈鏈供彈方向由左側改為右側，裝上M2及M3布萊德利步兵戰車及輕型裝甲車作為主要武器裝備的同軸機槍。而安裝在M1「艾布蘭」主戰坦克和其他衍生型（M1A1、M1A2、M1A2 SEP）主戰坦克上的M240C則從左側供彈。M240C使用拉機纜繩代替拉機柄，具有切短式手槍握把，並具有特殊的槳葉式組件，意味著它可以使用電子控制擊發系統。但亦由於意味著機槍在使用過程中無法作任何的處理，因此槍管完全處於暴露狀態，而在更換槍管的時候必須作戴上石棉連指手套的處理以解決槍管過熱的問題。
M240、M240E1和M240C的槍管組件導氣箍上的氣體調節器具有三位導氣活塞，發射速率可以通過三種不同的氣體調節器設置加以控制：
- 第一個設置可讓武器的射速達到650—750發／分鐘。
- 第一個設置可讓武器的射速達到750—850發／分鐘。
- 第一個設置可讓武器的射速達到850—950發／分鐘。

藉由改變排氣孔模式以控制作用於活塞頭上的高壓火藥燃氣能量，使這挺武器的發射速率可以在650—950發／分鐘之間進行調節。

### M240D
M240D是M240E1的升級型號，主要特徵是在機匣蓋上方裝上了MIL-STD-1913戰術導軌，以便安裝各種型號的光學瞄準設備。
它具有兩種可以使用的版本：航空器型和地面型。航空器型版本的M240D是M240E1的改進型，是一種通用車載及機載機槍，被優化於各種軍用直升機上使用，取消原有的槍托，具有由金屬覘孔式或U型缺口式照門和刀片狀連護翼準星所組成的機械瞄具、拇指觸發式扳機組件及適用於扳機組件的Ｄ型握把（又稱作雙鏟型握把）。而地面型版本包括可以裝上M240的地面套裝（英語：Egress Package）或是稱為“步兵自行改裝零部件包”（英語：Infantry Modification Kit），其設計目的是給提供航空器被擊落時的機組人員作為自衞武器以增加其防衞火力。作為M240D的原型的M240E1也配備了可以靈活運用的雙鏟型握把。
M240D主要是以航空器型姿態發配至部隊。槍管組件導氣箍上的氣體調節器具有三位導氣活塞，發射速率可以通過三種不同的氣體調節器設置加以控制：
- 第一個設置可讓武器的射速達到650—750發／分鐘。
- 第二個設置可讓武器的射速達到750—850發／分鐘。
- 第三個設置可讓武器的射速達到850—950發／分鐘。

藉由改變排氣孔模式以控制作用於活塞頭上的高壓火藥燃氣能量，使這挺武器的發射速率可以在650—950發／分鐘之間進行調節。航空器型M240D重11.6公斤（25.6磅），長42.3英寸（1,074.42毫米），地面型則是重26.2磅（11.9千克），長49英寸（1,244.6毫米）。

### M240H
M240H（以前命名為M240E5）改進自M240D，在機匣蓋上方裝上了MIL-STD-1913戰術導軌，以便安裝各種型號的光學瞄準設備，消焰器並得到改進，使用鋁製供彈系統，隨槍附設改裝套件使其可以更迅速地換裝為步兵使用，其餘與M240D相同。M240H總重量為11.94公斤（26.3125磅），全長為1,046.16毫米（41.1875英吋），槍管長度為600.08毫米（23.625英吋），射速為550—650發／分鐘。
2004年，M240H架設於美軍直升機以上服役。它亦配備了雙鏟手柄和拇指觸發式扳機系統，並且可以通過包括兩腳架和傳統手槍握把式扳機模塊的地面型組件套件快速轉換為步兵使用型。

### M240N
M240N設有照門和準星，專門配置用於架設在水上艦艇上使用。它與M240G相似，但移除內置式兩腳架。它還使用了M240B的液壓緩衝器，並具有如M240B般較低的、約550—650發／分鐘的射速。

### M240G
M240成為了整個美国海軍陸戰隊之中，不論作為步兵、車輛或空降上的角色都可以選擇使用的共通武器。在美國陸軍決定裝備M240B之前，第75游騎兵團早在1990年代早期率先購買了M240G步兵型機槍取代原來服役的M60E3通用機槍，其後海軍陸戰隊同樣以M240G取代M60E3。
M240G是原來的M240、M240E1或M240D，一挺設計上可以安裝於主戰坦克和LAV-25兩棲裝甲偵察車上作為同軸機槍的7.62毫米中型等級武器的地面用步兵型機槍改進型版本。M240G可以利用“步兵改裝套件”（消焰器、準星、安裝於槍管的提把、槍托、步兵用長度手槍握把、兩腳架和表尺照門配件）修改為地面使用用途型。M240G在機匣蓋上方裝上了MIL-STD-1913戰術導軌，以便安裝各種型號的光學瞄準設備，並可架設在M122A1三腳架以上用作固定防衛用途。M240G與M240B最明顯的不同之處就是沒有上下的兩個附帶散熱孔的槍管隔熱罩，因此總重量得以減輕至11.61公斤（25.6磅），比M240B輕了0.68公斤（1.5磅）。M240G的槍管組件導氣箍上的氣體調節器具有三位導氣活塞，發射速率可以通過三種不同的氣體調節器設置加以控制：
- 第一個設置可讓武器的射速達到650—750發／分鐘。
- 第二個設置可讓武器的射速達到750—850發／分鐘。
- 第三個設置可讓武器的射速達到850—950發／分鐘。

藉由改變排氣孔模式以控制作用於活塞頭上的高壓火藥燃氣能量，使這挺武器的發射速率可以在650—950發／分鐘之間進行調節。

### M240B
M240B（以前命名為M240E4）是美國陸军和海军陆战队目前的制式標準步兵中型機槍，它同時也在美国空军、海軍和海岸警衛隊之中服役，是1990年代中開始裝備的M240型號。它配備了於設計時為了地面作戰用途而裝上的槍托和兩腳架，不過它也可以安裝在車輛上、船艦上和小型船艇上使用。它幾乎總是簡稱為“M240 Bravo”甚至在口頭上只稱為“240”，但是在書面上始終是寫作M240B。
1990年代，美國陸軍正在試驗在一挺新型步兵中型機槍競標，以取代在當時已經使用了數十年的舊型號M60系列機槍。而M60E4（被美國海軍命名為Mk 43）正是該競標之中作為（當時稱為）M240E4的競爭對手。1995年12月1日，M240E4中標並且擊敗M60E4成為取代M60系列機槍的美軍新式中型機槍，亦在當時被命名為M240B。這導致了當時的國營赫斯塔爾（英語：Fabrique Nationale de Herstal，簡稱：FN）以檢修和改裝為理由而將1,000枝M240系列槍械將它們都送回原廠裡，並且以特殊轉換工具包（例如固定式槍托、槍管隔熱罩、戰術導軌等）將它們改裝為可在地面使用。這也導致在1990年代後期的採購合同當中，指定所有M240B為新型M240B。
新型M240B新增了兩個新的功能：第一個是液壓緩衝系統，就像M60系列那種可以容納槍機活動的中空槍托設計，以減低可感覺到的後座力；而第二個是上下兩個由鋼板沖壓製造而成的穿孔式隔熱罩（兼作為M240B的護木），它並不與槍械的任何零件接觸，因此對於利用其提把進行更換槍管的步驟不會有影響。槍管隔熱罩兩邊都可安裝MIL-STD-1913戰術導軌，以便安裝各種型號的戰術燈和／或雷射瞄準器。兩個槍管隔熱罩都可完全拆下，改善全槍重量分佈。後來，M240B亦在機匣蓋上方裝上了MIL-STD-1913戰術導軌，以便安裝各種型號的光學瞄準設備，例如M145機槍用光學瞄準鏡、Aimpoint Comp M2紅點鏡、AN/PEQ-2／AN/PEQ-15雷射瞄準器或AN/PVS-14夜視鏡。
雖然在測試之中的M240B一直有更為可靠的表現，但這是由於M240B採用高強度鋼材製造以增加可靠性，導致M240B有比M60E4重數磅的缺點，進而導致開發較輕便的M240L通用機槍。由美國陸軍裝備的M240轉換而成的M240B步兵型機槍型號不應該與美國海軍陸戰隊裝備的大量M240／E1所轉換而成的M240G步兵型機槍型號混淆，因為M240B在外觀上的區別是增加了上下兩片的穿孔式隔熱罩。
M240B的前身就是在美國海軍陸戰隊當中的M240G。兩種M240通用機槍衍生型之間的主要分別在於MIL-STD-1913戰術導軌系統，槍托內部裝置的液壓緩衝系統以減少機槍手射擊時所感受到的、相當程度的後座力，導氣箍上的氣體調節器只有一個氣體設置位置。凡為M240G有三個不同的氣體設置位置，視乎選定的氣體設置位置，可讓機槍的發射速率可以在650—950發／分鐘之間進行調節；而M240B則只有650—750發／分鐘一個射速。在M240B上的氣體設置被限制了的原因是減低射速、也減少了機槍承受的應力，從以延長機槍的使用壽命。代價是當機槍處於極為骯髒的環境時，會因燃氣壓力減弱而導致機槍無法射擊。可海軍陸戰隊也依靠機槍手之間的發射紀律制約，除非必，否則不會將其設置位置為到最大的位置。
M240B正在測試一個新型可伸縮調節式槍托，它可以取代目前的M240B固定式槍托。更輕便的M240L可能會取代在美國陸軍中服役的M240B。而美國海軍陸戰隊正在觀察M240L的進展情況，但卻覺得若要採用就實在是太昂貴了。海軍陸戰隊轉而把目光投向透過多種方式升級M240B的槍管，包括使用碳纖維塗料、新型合金或是陶瓷襯管，以減輕並加強槍管。目標就是令一根槍管不需要進行改變，而重量亦是一樣，但降低了槍管保溫性，減少了槍管翹曲，以及消除了切斷扳機（引燃）的風險。他們亦對於消聲器與槍管整合在一起有感興趣，而非單純在槍管裝上消聲器，以減低發射時所產生的槍聲，並使得敵方難以確定機槍手所在位置。

### M240E6／M240L
在基層部隊對M240B緊湊化的強烈要求以下，美軍著手研製M240L（M240 Lima，或稱：M240B重量減輕計劃，其前身為M240E6），減輕現有的M240B重量2.49公斤（5.5磅）。為了實現減少18％的重量同時仍能保持強度，M240L使用高強度低重量而且不容易鏽蝕的钛合金金屬物料製造以及改良機匣等主要部件的生產方式達到減輕槍身的重量。這種生產模式的改進會降低士兵的作戰負重，同時亦會令使用這武器時的機動性提高、搬運裝卸都變得更容易和基礎保養所需要的次數減少，以及在惡劣作戰環境以下更為可靠。
M240L可能會取代在美国陆军服役的M240B。M240L於2010年7月開始小批量生產，並預計將會在2010年財政年度的第四季度之中按型號歸類編號。
M240L具有與M240B相同的可靠性和堅固性。為了解決M240B體積過大和人體工程學設計不佳的缺點，M240L作出了多個改進。M240L可使用新的17.7英吋短槍管，比起M240B的21.7英吋槍管縮短了4英吋，槍管本身重量亦相應減輕，可根據情況更換長短槍管。為了進一步減輕重量，準星和準星座也以鈦合金製造，並且內部簍空減輕重量。M240L除了可以使用M240B固定式槍托以外，還可以換裝新型可伸縮調節式管狀槍托。其操作方式與M4卡賓槍相同，射手可以按照自身的體型調整槍托長度。伸縮調節式槍托內部裝上了複合緩衝材料，能夠進一步吸收射擊時的後座力，讓射手更便於控制槍枝。M240L的手槍握把由原來M240B的厚實鋼芯手槍握把改為與M16／M4槍族相同的手槍握把，除了解決射手可能長時間持久槍後容易導致手掌疲勞的問題以外，採用塑料製造的新型手槍握把亦比鋼芯手槍握把更輕便。M240L修改了上下兩片的穿孔式隔熱罩的設計並且加裝效果更好的隔熱片，讓射手能夠便於雙手持槍，在肩射、腰射和隔著掩體以下舉槍盲射時也比較容易控制。M240L加長了拉機柄，讓射手能夠快速拉動而不會滑手，並解決了戴上手套以後常常不容易抓握過短的拉機柄的問題。M240L在供彈口下方加裝了彈袋固定扣，讓槍身左側能夠懸掛尼龙製彈鏈袋，方便射手將彈鏈裝在尼龍製彈鏈袋，解決了已經裝填的彈鏈常常必須繞在機槍上或是以另一隻手扶住，因而造成的不便以及無法隨時保持出槍準備射擊的問題。M240E6原來改用一種類似M249 SAW的伸縮式輕量版兩腳架，位置從原來的氣體調節器後方改為護木後端，而且由向後收折改為向前收折，但最終M240L將其改回與M240B等相同的兩腳架。
M240L的生產不得不進行調整，因為鈦的加工時間比鋼要長，需要更頻繁地更換刀具；亦會使用更柔韌的不銹鋼鉚釘，機匣則使用硼和鉻碳氮化物塗層和陶瓷基面塗層塗覆，以在極端操作溫度下保存其實力。配備標準長度的槍管和標準槍托的M240L的重量為22.3磅（10.1千克），而配備短槍管和可伸縮調節式槍托則為21.8磅（9.9公斤）。配備短槍管時比配備標準槍管的M240短4英寸（100毫米），而可伸縮調節式槍托可使M240L縮短7英寸（180毫米）。
美國陸軍最初會購買4,500挺M240L，並計劃總共購買12,000挺。

### M240P
比起M240E6／M240L的更緊湊和更輕便的衍生型是M240P，這在阿富汗還處於測試階段。M240P亦不會很像其前代那樣經常使用。

## 加以衍生型

### M240LW
在2012年1月位於美国内华达州拉斯維加斯舉辦的SHOT Show（美國著名槍展）上，巴雷特槍械公司展出了他們的原型改進型M240版本，並命名為M240LW（LW，全稱：Lightweight，意為：輕量化）。
其設計根源在於2010年，美國陸軍徵求一款更輕便的M240中型機槍。該計劃要求M240的輕量化版本，同時保持與該世界知名原機槍型相同而熟悉的開放式槍栓設計。這計劃被稱為M240B重量減輕計劃，或是M240E6。這個招標的結果是，美國陸軍採用了M240L。FN通過用鈦製而非鋼製機匣，將M240B的重量減輕5.5磅（或可說是將原來的機槍重量減輕了18％）以實現輕量化的解決方案，使其總重量降為22.3磅。M240L在美國陸軍少量服役。
儘管巴雷特沒有參與招標計劃，但公司認為通過更有效的生產方法可以產生可觀的重量減輕，而不是單純地轉換到更昂貴的鈦製機匣。此外，該公司還表示，全球大部分鈦儲量都來自俄羅斯和中國。如果美國和這些國家之間的關係惡化，尋找鈦的來源將會變得更為困難。 因此，巴雷特設計了M240LW系列，保留了標準的M240技術數據包，同時更有效地生產其機匣。
巴雷特240LW是一款可以展開兩腳架或是架設於三腳架、航空器或車輛以上的通用機槍。它是由彈鏈供彈、氣冷槍管、火藥燃氣操作、全自動和以開放式槍栓射擊。與M240L一樣，M240LW是M240的一種更輕量化版本。但與M240L不同的是，M240LW無需使用替換或昂貴的製作材料（钛合金金屬物料）或是不同而且技術成本較高的製造工藝以實現減輕重量。與此相反的是，它在不改變武器性能的基礎上盡可能將機匣內多餘的金屬材料都去掉。它的機匣是由兩片，然後用螺栓連接在一起的方式製造而成。一方面減輕重量，另一方面也降低了生產成本，一舉兩得。槍管上經過加工，具有多條凹槽；頂部亦沒有裝上槍管隔熱罩，而是只在槍管下裝上槍管隔熱罩，利用兩邊安裝MIL-STD-1913戰術導軌的方式以便安裝各種型號的戰術燈和／或雷射瞄準器。這槍減輕現有的M240B重量2.72公斤（6磅），比M240L的重量更輕0.23公斤（0.5磅）。它亦裝有可調整的槍托與液壓緩衝器、撥彈爪、開槽化快速拆卸式槍管、具有KeyMod附件接口的新型護木、新型快速拆卸式鈦製兩腳架、可調節式提把、無鉚釘連接式機匣，以及三位置式氣體調節器。
2020年，Geissele Automatics從巴雷特收購了M240LW的設計。
巴雷特240LW 7.62毫米中型機槍基本規格如下：
- 操作：氣動（全自動）
- 供彈系統：北約標準的可散式彈鏈
- 口徑：7.62毫米（7.62×51毫米北約口徑）
- 最大有效射程、經橫移和海拔調節、三腳架以上：1,100米
- 最大射程：3,725米
- 曳光彈燒盡距離：900米
- 循環射速：550—600發／分鐘

### 巴雷特240LWS
巴雷特240LWS（輕量短槍槍身型）氣動操作、彈鏈供彈、開放式槍栓、中型機槍是240LW計劃的縮短型版本。這個衍生型的設計理念是生產一款可以使用的中型機槍，而它所具有的特殊作戰能力，可在這個作戰能力範圍內，讓一個小型的作戰部隊可以最大限度地藉由使用這挺中型機槍，使其比他的兄弟M240LW或是相當的M240B更緊湊更輕便。這跟隨在Mk 48和M60E6中等機槍的腳步，也為小單位的用途而設計。Mk 48是M249 LMG按比例放大為到7.62×51毫米北約口徑的衍生型；但在發射壽命方面卻遇到了一些問題；它從來沒有被設計成真正的通用機槍，而M60E6可能設計來得太遲，導致它在美國海軍陸戰隊和美軍通用機槍的採用上全無用武之地，因為這時這刻M240的設計已經是在國防部當中非常標準化的等級。這兩種產品更側重於在美國特別行動部隊當中服伇。
巴雷特240LWS具有可拆卸和可伸縮的槍托，具有6個可調節的位置。它與M240LW的槍托不同，長度是其尺寸的一半，並且沒有裝上聚合物製托腮板。裝有兩根伸縮桿，當從頂部壓下時，可讓槍托伸展到所需的位置。桿上具有凹痕，用以緊鎖在槍托後部的位置以上。其液壓緩衝器永久地裝入槍托以內，並且成為槍機組件在往復運動時減緩後座力所必需的零件。早期的原型在鋼管兩側都裝有鋼製QD槍背帶環插槽，但是現在的生產型在鋼管兩側都會裝有更堅固的鋼製槍背帶環。這是為了減少安裝在QD插槽以上的槍背帶可能會發生的任何損壞，以及在攜帶機槍時可能承擔的總應力。它還具有比M240通用機槍的皮卡汀尼導軌來得更長的皮卡汀尼導軌，並因而除了裝上了巴雷特M107A1的照門外，還可再加裝其他各種光學瞄準鏡。供彈機盤蓋的铰链設計已被修改，轉變為六边形形狀，從而在機槍手正在裝彈鏈時，可讓供彈機盤蓋保持著與機匣成45度角開放。供彈機盤也有所改進，具有兩顆突出的彈簧支撐齒，可用以沿著彈鏈的方向彎曲。這突齒可讓使用者在供彈機盤以上安全地放置彈鏈，而在垂直角度並且關閉供彈機盤蓋時，防止彈鏈從機匣裡滑出來。另外，它們可讓使用者能夠將彈鏈的前部擠入封閉了的供彈機盤蓋裡，因為突齒只是沿著彈鏈的方向彎曲，而會當一節彈鏈越過它們時，突齒會向上翹，從而將彈鏈鎖定到位。下一次向前翹，還會將彈鏈到位以便擊發。這使得使用者可將彈鏈裝入其M240LWS，而不必藉由打開供彈機盤蓋導致暴露其位置或瞄準視線。
手槍握把和發射控制組件的位置經過重新設計，使得M240LWS甚至比M240LW更短。這樣，巴雷特將整個握把向前移動了大約4英寸，扳機護環的前端與拋殼口成直角。因為機槍手不再需要傳統上較長的槍托，藉由向前移動火力控制組件，可以縮短其總長度，以補償手槍組件的原來位置，朝向機匣的非常後部。使用者現在可以將他的臉緊貼在機槍的實際機匣以上，而非槍托以上的托腮面以上，這也讓使用者能夠更緊密地配合武器。但由於這樣的修改，槍機必須相應地進行修改，因為原來位置以上的阻鐵已不再存在。巴雷特不得不搬動槍機的位置，以進一步縮短它的長度。除了阻鐵釦的位置以外，槍機組件仍然採用與原來的M240相同的設計。但是向前移動握把，卻也導致M240LWS失去了與M192輕型地面槍架的標準樞軸適配器相連接的能力；而作為該系統的一部分，巴雷特與軍事系統集團合作，提供了一個新型可調節樞軸適配器。截至2017年7月，目前還不清楚該適配器是否與M192或M122的橫移和海拔機構兼容。但是，應該注意的是，M240LWS的主要使用目標並非架設固地射擊，而是作為一個小型部隊在步行巡邏時需要額外的火力的一部分裝備。
它仍然採用了無往復式拉機柄、具有凹槽的可快速拆卸式槍管，並配有可快速上翻的立框式標尺、類似於M240G的氣體調壓器、標準型M240槍口補償器、具有三段位置的快拆式钛製兩腳架，以及不再接觸導氣管而且重新設計的新型護木，最大限度地減少了發熱的槍管向護木的熱量傳遞。與目前M240的熱量傳遞最小化解決方案不同之處，在於巴雷特採用了自由浮動式護木系統，將護木直接連接到機槍的機匣，而非導氣管組件。這也意味著槍管受前護木的影響得以減少（雖然排除不了來自導氣管等自動組件的干擾），提高射擊精度。護木在3點鐘、6點鐘和9點鐘位置還具有KeyMod附件導軌接口，而側面部分的底部與上部分開並製有讓使用者握持的開防滑槽表面。
2020年，Geissele Automatics從巴雷特收購了M240LWS的設計。
巴雷特240LWS 7.62毫米中型機槍基本規格如下：
- 操作：氣動（全自動）
- 供彈系統：北約標準的可散式彈鏈
- 總長度：
  - 標準槍管：1,079.5毫米（42.5英吋）
  - 長槍管：977.9毫米（38.5英吋）
- 槍管長度：
  - 標準槍管：581.66毫米（22.9英吋）
  - 長槍管：480.06毫米（18.9英吋）
- 重量
  - 標準槍管：9.298公斤（20.5磅）
  - 長槍管：8.958公斤（19.75磅）
- 口徑：7.62毫米（7.62×51毫米北約口徑）
- 最大有效射程、經橫移和海拔調節、三腳架以上：1,200米
- 最大射程：3,725米
- 曳光彈燒盡距離：800—900米
- 循環射速：550—600發／分鐘

## 操作方式

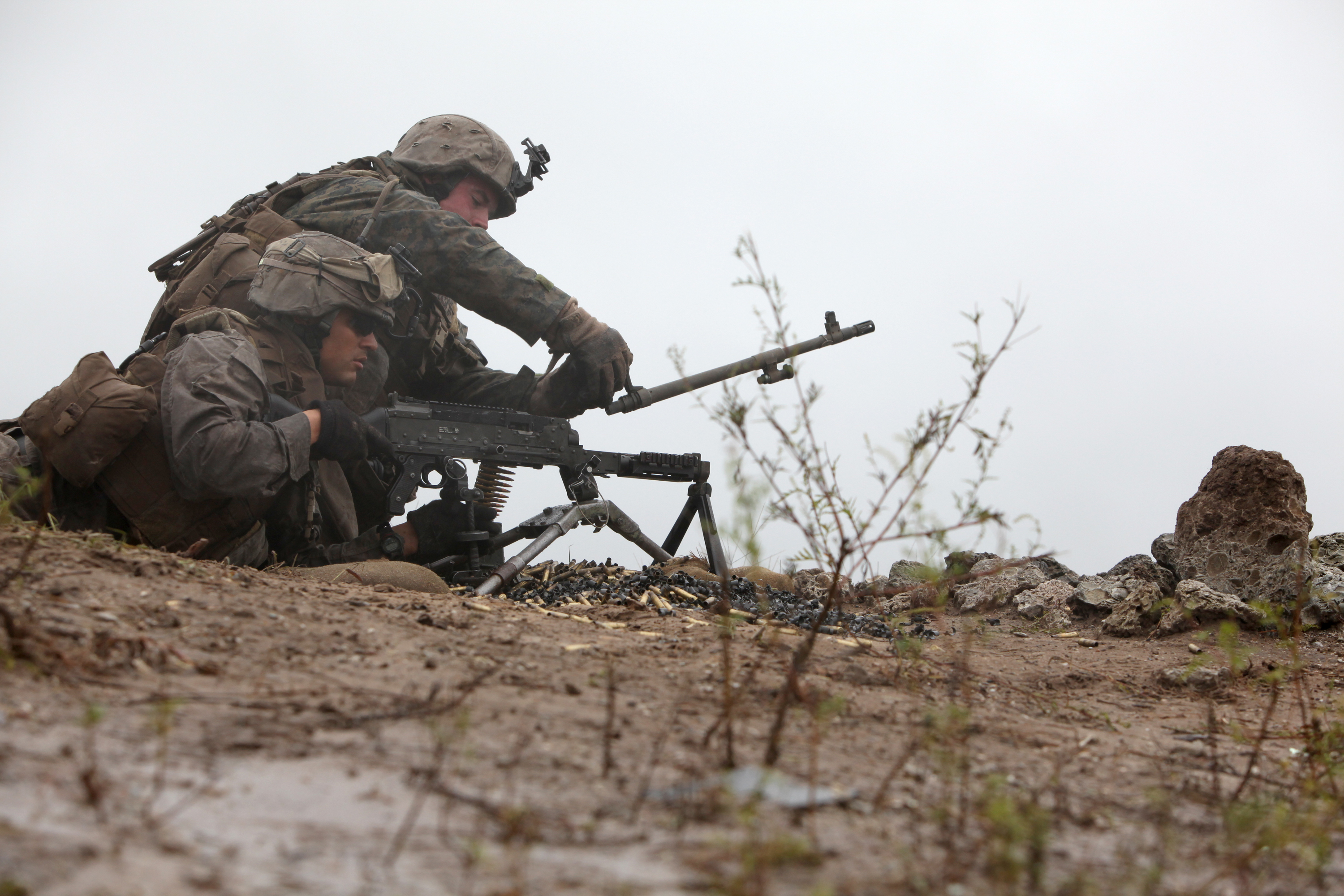
正在更換變得灼熱的槍管的M240B。

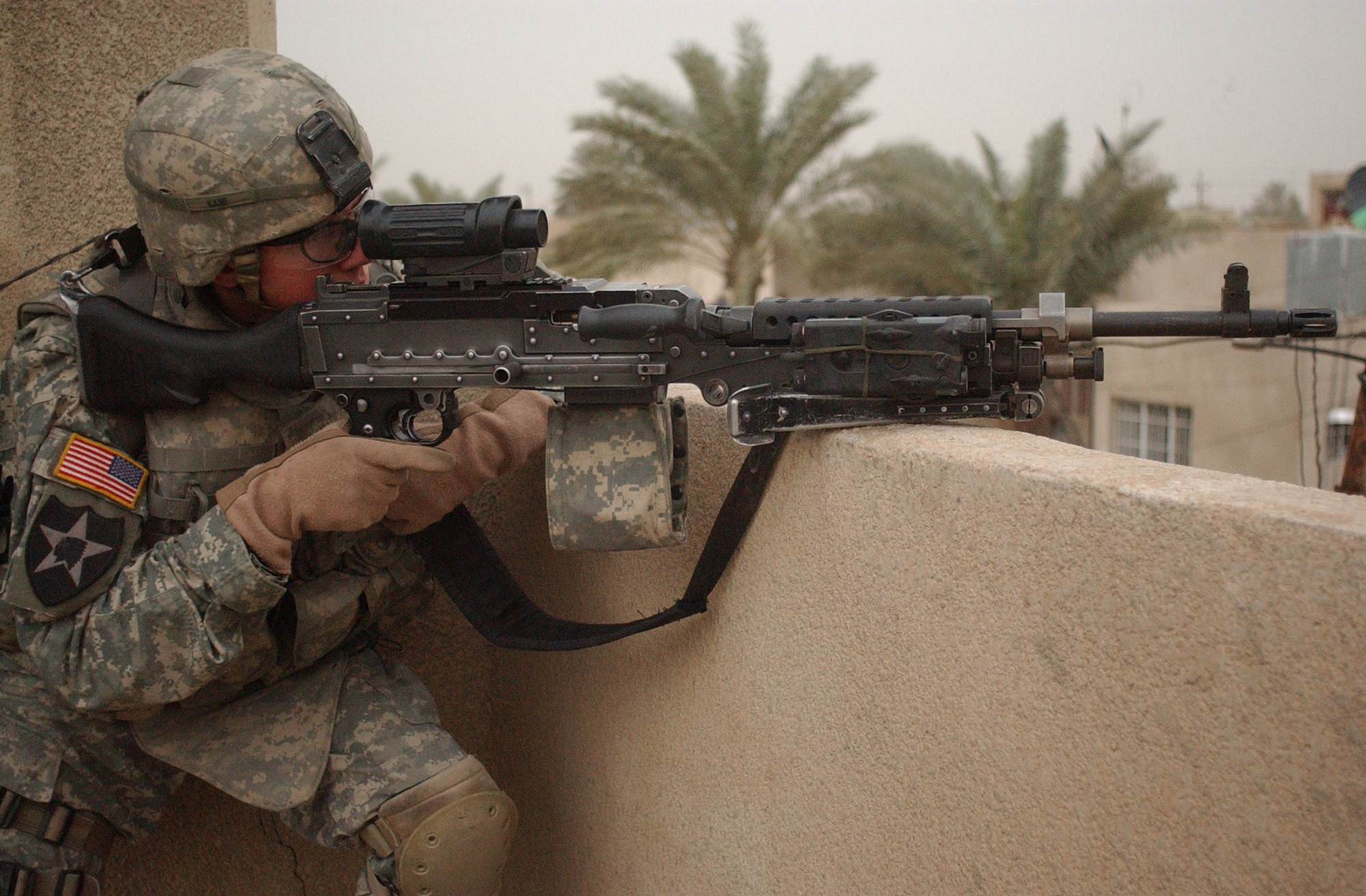
一名美國陸軍第2步兵師的士兵正在伊拉克巴格达某建筑物的屋頂上使用一挺裝上了M145機槍用光學瞄準鏡和AN/PEQ-2雷射瞄準器的M240B通用機槍以進行維和任務，攝於2007年2月6日。

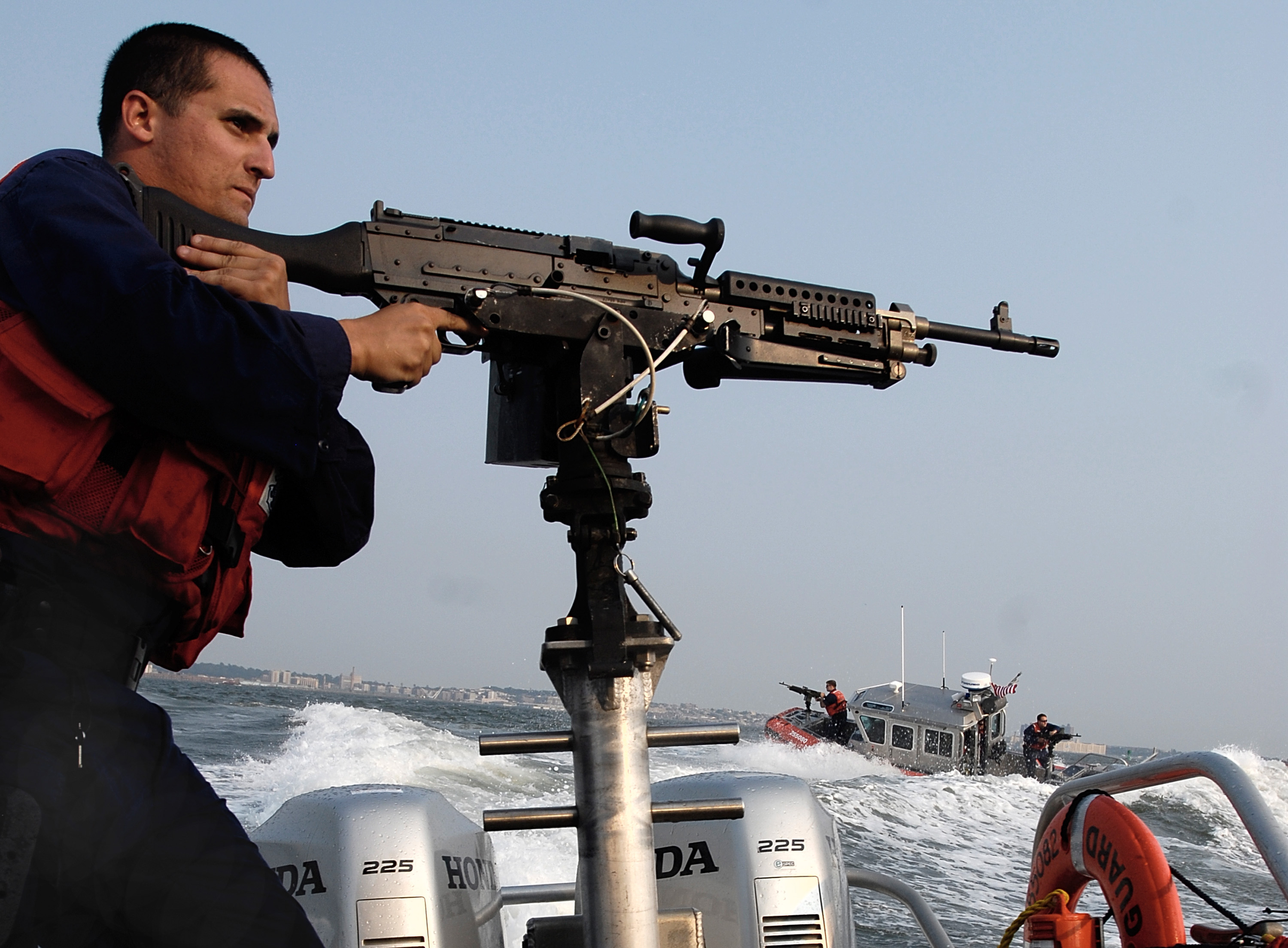
一名美国海岸警卫队海上安全及保安隊成員正在操作裝上25 ft後衛級小型船艇上的M240B。

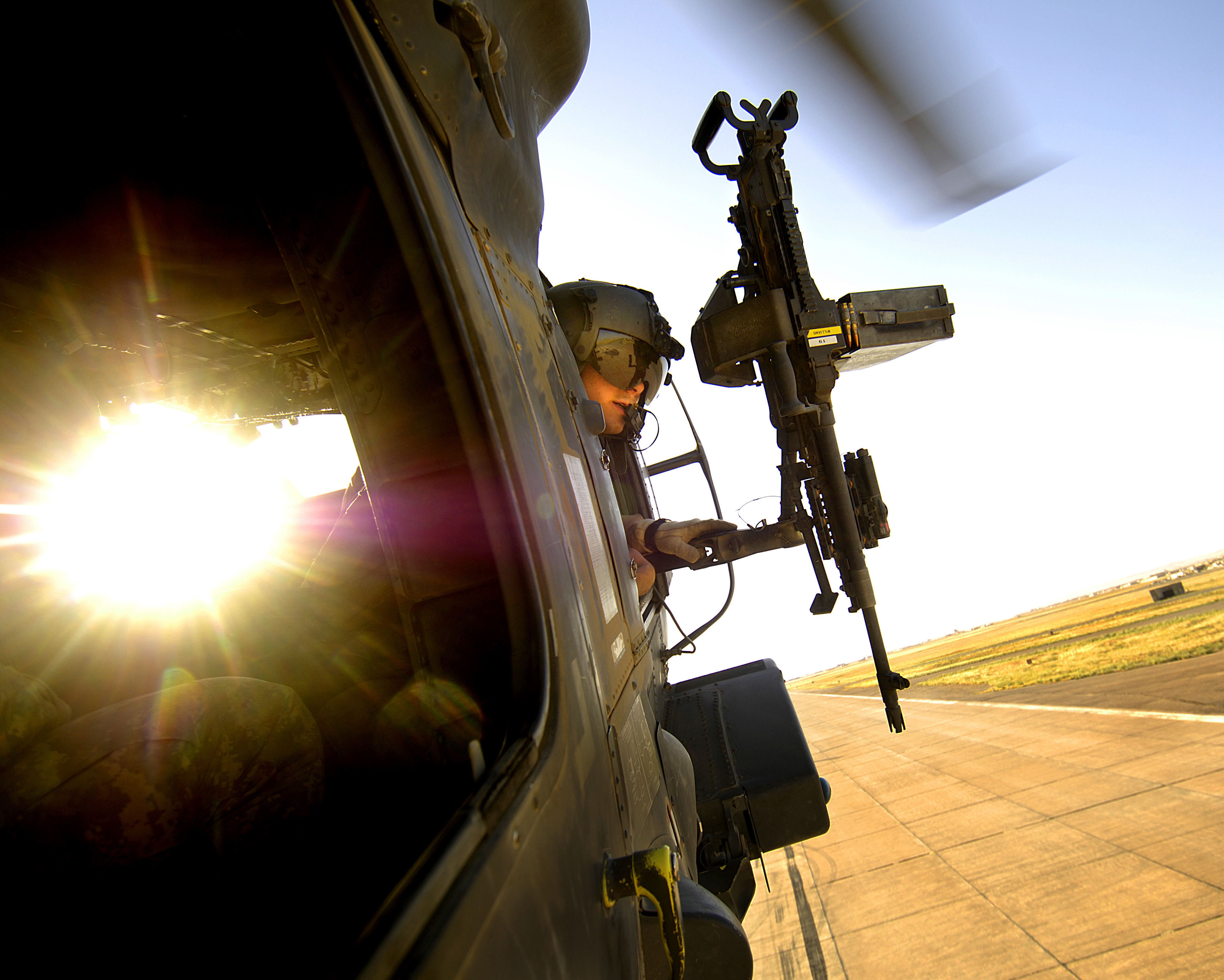
裝在UH-60黑鹰直升机上用作艙門機槍手的M240D機槍。

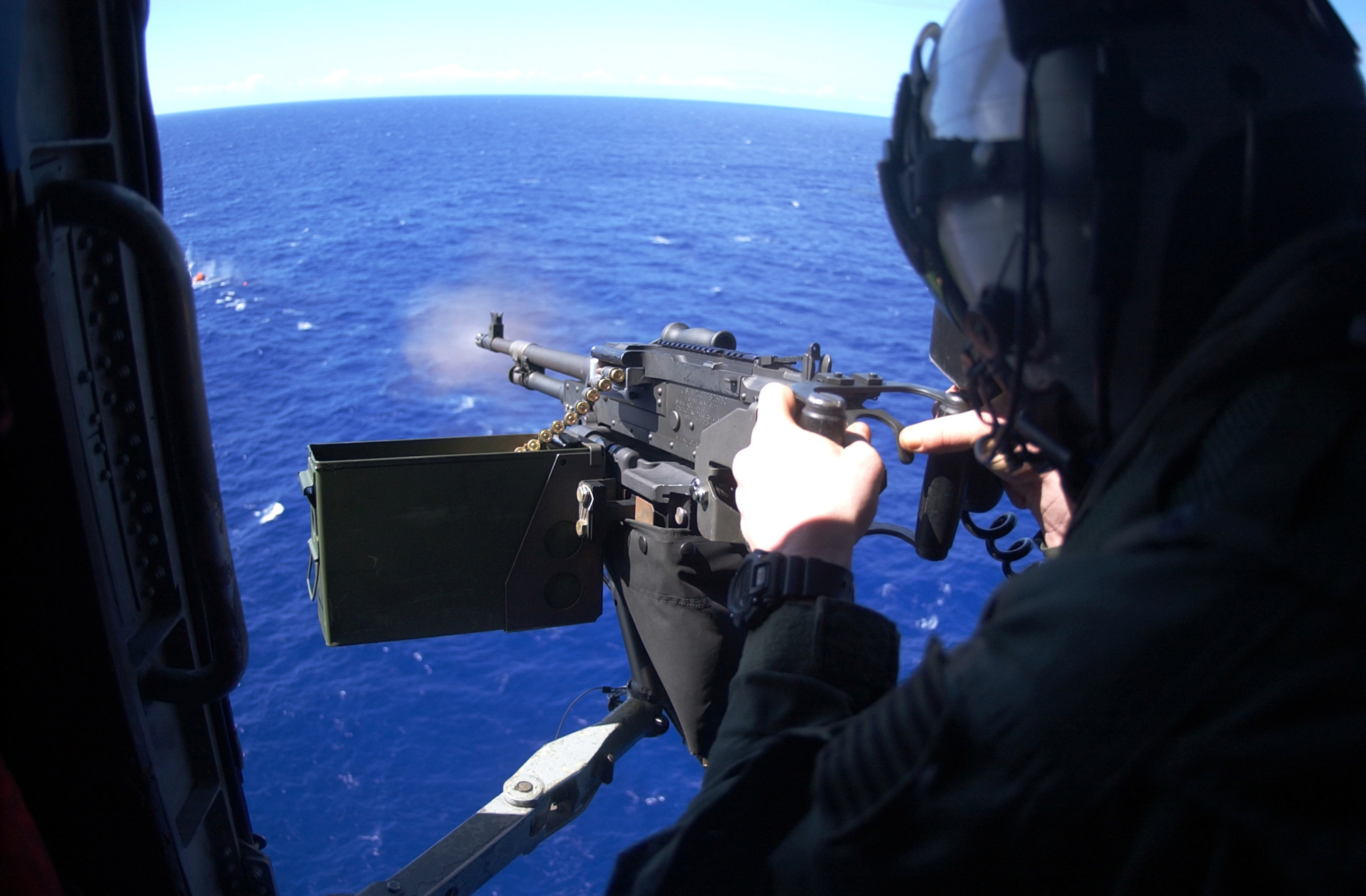
正在SH-60F海鷹直升機上射擊的M240D機槍。

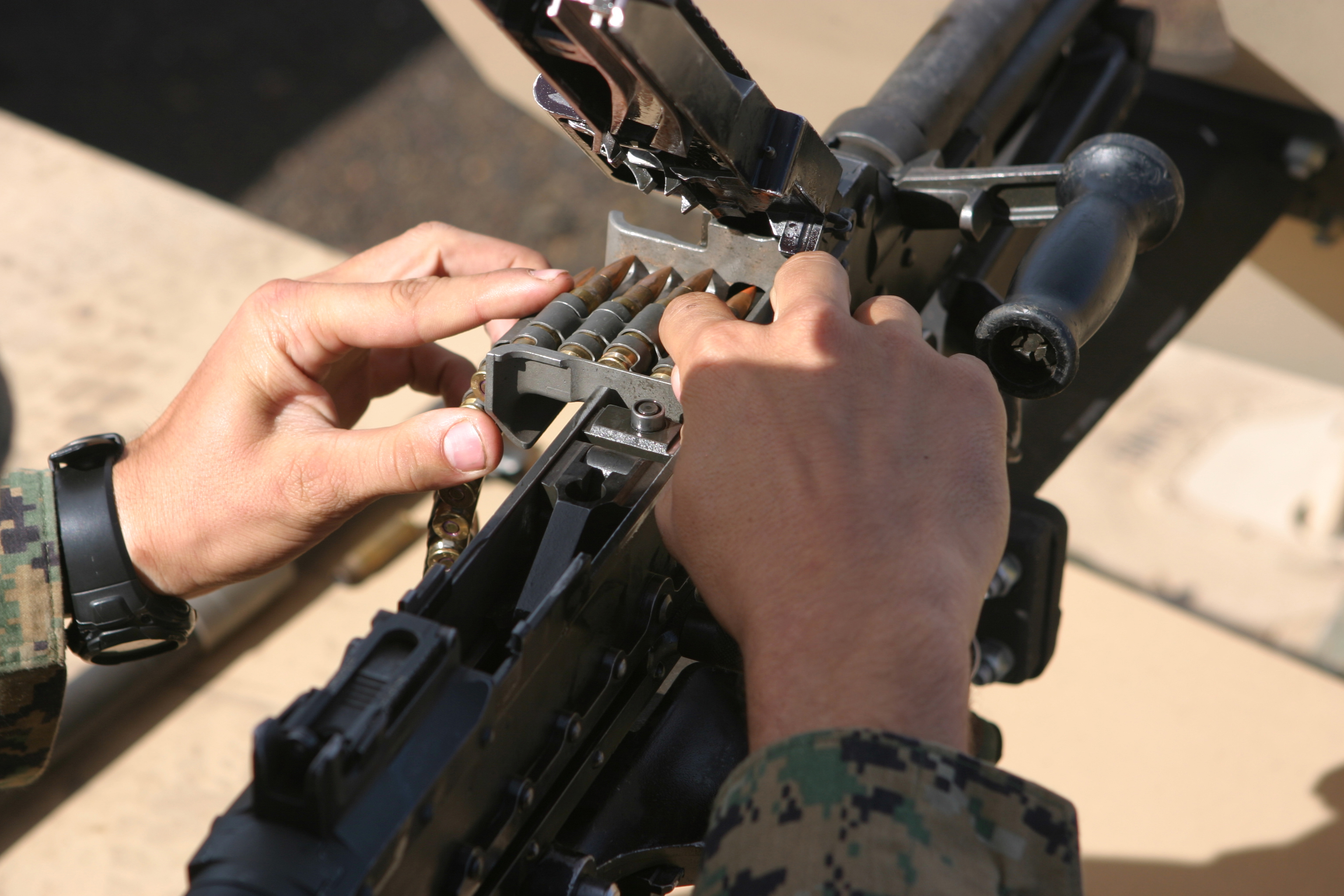
海军陆战队士兵正在將彈鏈裝到M240G槍機部的供彈機盤之中。

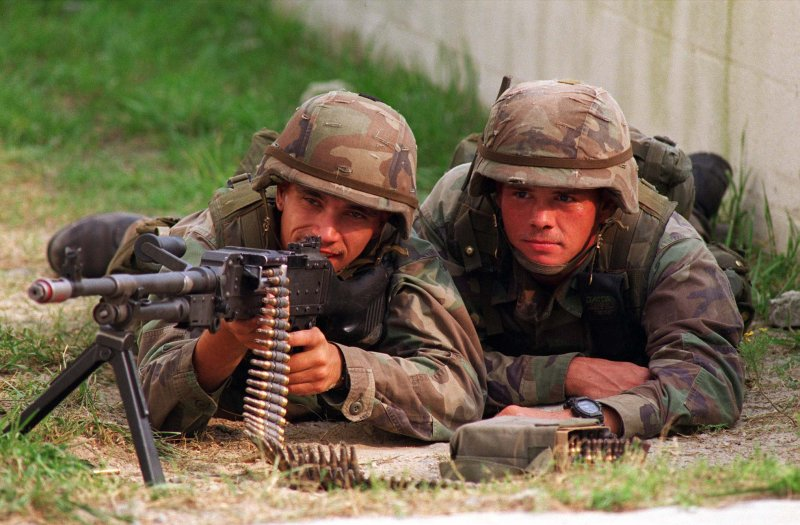
美國海軍陸戰隊員使用M240G。

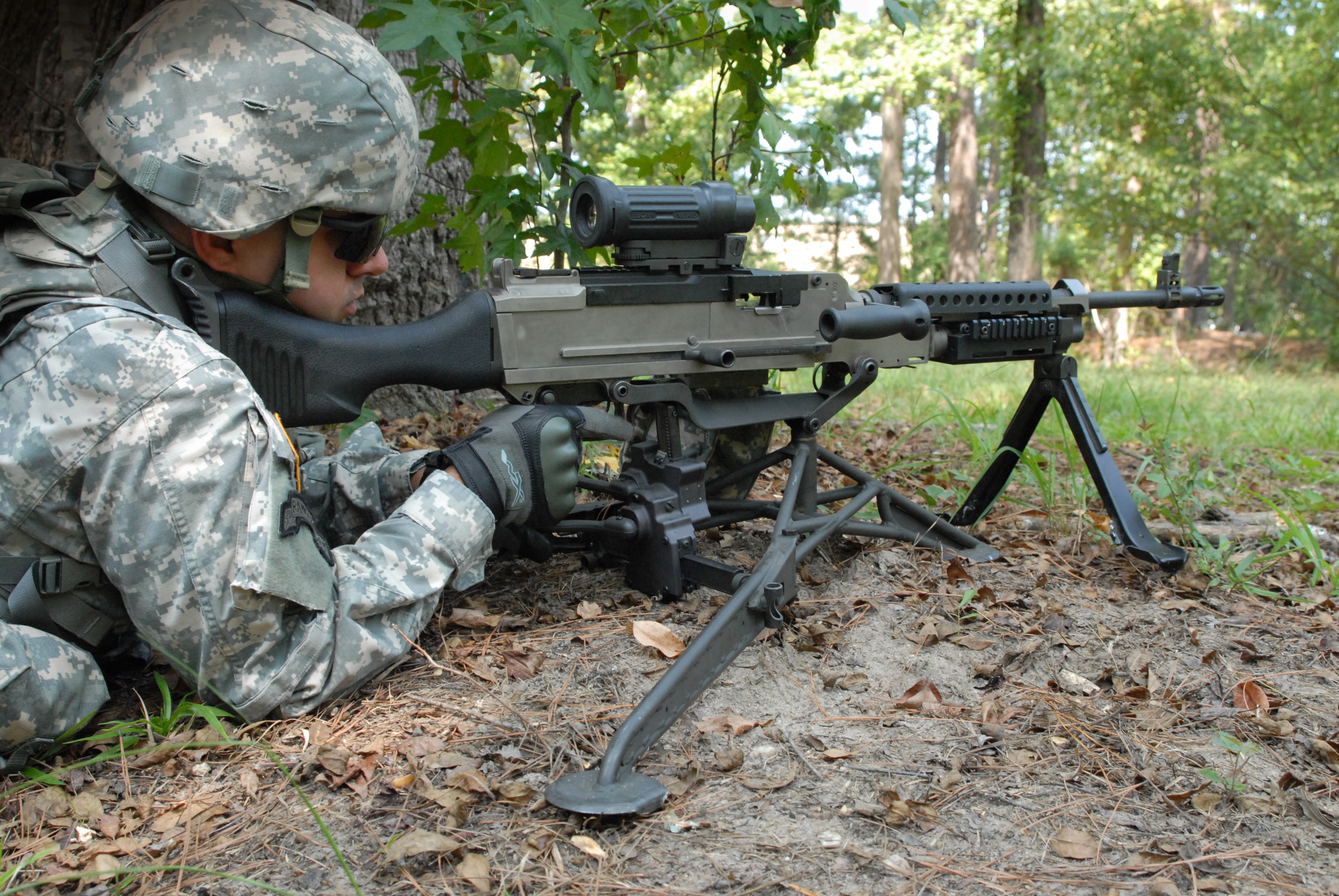
架設於M192輕型地面槍架以上的M240E6通用機槍。

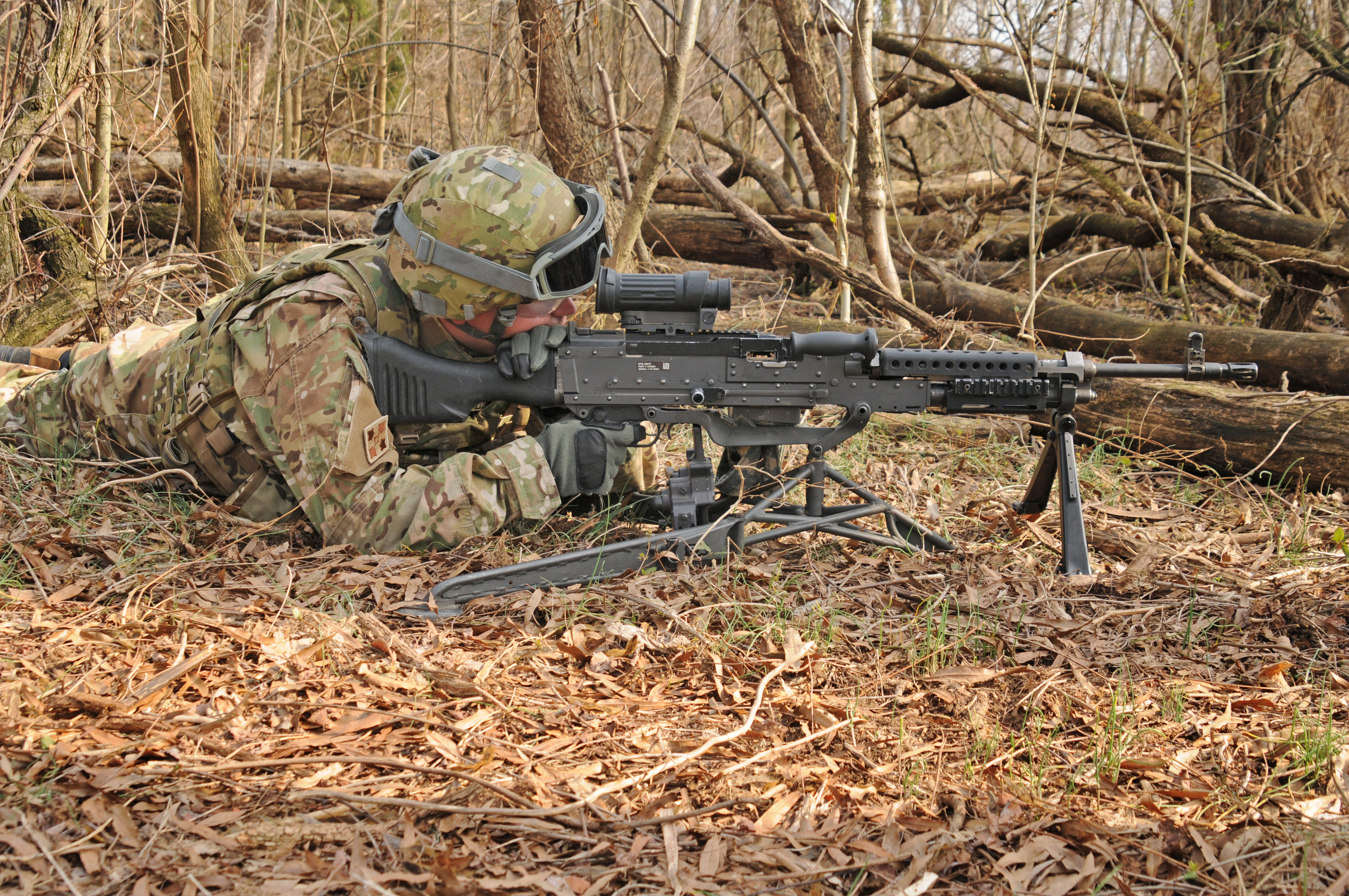
架設於M192輕型地面槍架以上的M240L通用機槍。

### 裝彈及退彈
將M240上膛的方法是拉動其機匣右側的拉機柄直到槍機被拉動到最後方。這時武器就會處於安全狀態，拉機柄會自行向前推回原位（裝在坦克台座的版本則是彈簧裝填）。然後打開M240的機匣蓋內的供彈機蓋且通過起始拉條將串聯著大量子彈的彈鏈從槍身左側放進機匣內的供彈機盤。彈鏈夾進去以後，關閉M240的供彈機蓋以後再關閉M240的機匣蓋，這樣武器就完成射擊準備的操作。
M240是以開放式槍栓進行射擊，這意味著槍機和相關工作部件在準備開火時都被卡在後方並打開槍機部份，直到扣動扳機後槍機才被放開前進，將子彈由供彈機內部的彈鏈中推進膛室內並且將子彈發射出去。靜止的撞針會隨著槍機而移動並且繞過擊錘。一塊阻鐵用來控制武器的內部機構，穩定了發射速率的一致性，以確保適當的功能性和準確性。然而，M240使用開放式槍栓的缺點是亦有可能由於槍機覆蓋，因而做成了增加其走火的可能性。發生這種情況的時候足以迫使槍機越過阻鐵的控制並且在沒有扣下扳機以下連續發射而且不能停止。即使是M240所設置的保險裝置亦不能阻止這種情況的發生。
要將這武器退彈的話，首先要保證槍機鎖定後方和武器安全。然後打開其供彈機蓋，將其餘的彈鏈（如果有的話）從供彈機盤移除，供彈機盤會被抬起以便目視檢查的槍管後部和槍機表面。這時候任何彈鏈或是銅管彈殼都要從槍上移除掉。這樣，武器就完成退彈，並且可以進行武器保養維護。萬一一發實彈仍然卡在槍機表面，可以使用一根清潔棒或其他剛性物體將實彈從槍機表面敲落。如果有一發實彈正卡住在槍管內，操作者必須在槍管熱得有機會造成切斷扳機（熾發）以前立即解決。但是如果已經出現切斷扳機的情況的話，操作者需要立即將其臉部從武器的方向移離。然後，操作者應該等待武器的槍管冷卻，然後再嘗試將其移除。在許多情況下，試圖強行將槍管從機匣上移除，會導致子彈就在槍管是從機匣上拆除的時候爆炸。操作者也可以嘗試將武器快慢機設置移離安全並且扣動扳機，然後拉動其拉機柄以將子彈取回。但這樣做會有一半的機會造成武器將該發子彈發射掉，所以應在確保武器的槍管是先指在一個安全的方向才可這樣做。

### 改變射速
射速可控制三種不同的設置。在正常條件下，當氣體調節器調節到位置“1”的時候，即只關閉一個排氣孔時，射速最低，約為750發／分。而剩下的兩個設置，每設置會增加100發／分的射速。當裝在導氣箍中的氣體調節器調節到位置“2”時，即只關閉兩個排氣孔時，射速大約在850發／分；當氣體調節器調節到位置“3”的時候，即關閉全部三個排氣孔時，射速最高，約950發／分。氣體調節器需要拆卸槍管，移除氣體調節器套筒和轉動氣體調節器控制關閉排氣孔的數量，以便更多的或更少的高壓火藥燃氣在運動期間通過其武器系統。一般而言，氣體調節工作最好是在執行任務之前調節完成的，這是因為在不斷變化的戰場或作戰條件的情況以下進行更改設置會極容易導致分心。

### 更換槍管
槍管與槍管節套是以螺紋連接的，節套外表面有與機匣結合的斷隔螺。槍管固定栓（兼作為槍管釋放按鈕）位於武器機匣左側，其作用是防止槍管節套鬆動。在武器退彈完成以後，按住其槍管固定栓，以後便可把提把從右側向左轉動至中間，使槍管鎖扣與機匣節套的凸緣解脫。然後槍管固定栓被釋放以下，利用提把將槍管向前推，從機匣拉出並放置在一旁。在裝上新槍管的時候，把新槍管插入機匣內部，同時氣體調節器套筒插入活塞筒口，然後向右轉動提把，鎖定到位。其槍管更換方法比M60簡單快捷。
在長時間的發射以後，必須小心不要讓裸露的皮膚接觸到武器。灼熱的槍管與一般狀態的槍管沒有明顯的變得不同，但卻足以在觸碰時當場造成二度燒傷。這些過熱的槍管在任何人使用任何對红外线辐射敏感的光學裝置類別（例如夜視裝置）及型號，都會發出明顯的光。

## 對M240B的反饋
在阿富汗和伊拉克的作戰之中，M240B已經被證明是一款成功和廣受好評的武器系統，作為火力相對不足的5.56×45毫米北約口徑的M249轻机枪、M16突擊步枪和M4卡賓槍的一個有力補充。其7.62×51毫米全威力步枪子彈能夠在城市和森林環境之中達到比中間型威力步槍子彈和小口徑步槍子彈較長的有效射程以及對大部份公寓或獨立家居的磚製牆壁、輕型結構物和簡易覆蓋物有更好的貫穿力和制止力，尤其是這一個特點在伊拉克的城市環境內發生的許多交戰當中都備受讚賞。整體而言，M240B的戰鬥記錄，必須要加以考慮如何進行優化以完全取代剩餘仍然在美國軍隊中服役但是有明顯缺陷的M60。
2002年4月，納提克士兵研究中心（英語：United States Army Natick Soldier Research, Development and Engineering Center）所公佈的一份“阿富汗的經驗研究報告”（英語：Lessons Learned in Afghanistan）的文件，當中包括在阿富汗作戰的美軍士兵對M240B使用的經驗通用機槍與教訓總結：
- 17℅的受訪士兵表示曾用M240B與敵軍交戰。
- 42℅的受訪士兵表示在阿富汗不容易得到後備配件（包括槍管、彈簧、小型插銷、射角限位器的鎖位桿、護熱板、阻鐵軸、後備槍管袋、保養工具）。
- 1名受訪士兵報告在戰鬥中曾經發生了一次上雙彈的故障。
- 50℅的受訪士兵認為需要有更好的攜帶彈藥的方法（彈袋或其他裝置）。
- 100℅的受訪士兵對這件武器有信心。
- 82℅的受訪士兵感到他們的M240B是可靠的。
- 建議：改進背帶；設計更輕便更耐用的三腳架，改進槍管護熱板使之更耐用。

2003年5月15日，由美国陸軍LTC·吉姆·史密斯中校公佈了一份“伊拉克自由行動士兵計劃執行辦公室的經驗研究調查報告”（英語：Operation Iraqi Freedom PEO Soldier Lessons Learned）。報告當中提出了以下對M240B的意見：
士兵們對這件武器充滿信心。再一次，絕大多數的意見都是肯定它的正面意見。大多數的負面意見都是与輔助槍手的負荷有关。士兵們建議採用較輕的材料以製作三腳架。輔助槍手的裝具袋由于沒有整合到MOLLE的剩餘可用位置上，因此不容易攜帶，而且尼龙袋在接觸到其灼熱的槍管時還會融化。其他的建議還包括增加像班用自動武器（英語：Squad Automatic Weapon，簡稱：SAW）那樣的伸縮式兩腳架、把槍管隔熱罩固定和增加能攜帶300—400發彈鏈的彈藥攜帶系統。
2006年5月，由美國陸軍步兵中心（英語：US Army Infantry Center）公佈的一份報告上，提到對M240B的結論：
- 士兵們一致地對其具有高度正面評價
- 優秀的發射速率和對目標效果
- 良好的耐久性

這些意見是來自八個美國陸軍（前線活動士兵，哨兵與衛兵和預備役士兵）部門合共3,300名士兵的統計調查。

## 使用國
註：以下僅列出M240的使用國，並不包括比利時原產或其他版本的FN MAG的使用國。
- 阿富汗
  - 阿富汗國民軍
- 阿富汗伊斯蘭酋長國：繼承自前伊斯蘭共和國政權。
  - 伊斯蘭酋長國軍
- 巴西
- 哥伦比亚
- 埃及
- - 喬治亞武裝部隊
- 希腊
- 伊拉克
- 伊拉克库尔德斯坦
- 日本
  - 陸上自衛隊：安裝在水陸兩用車AAVC7A1 RAM/RS（指揮車型）上使用。
- 约旦
- 科威特
- 摩洛哥
- 北馬其頓
- 阿曼
- 菲律賓
- 波蘭
  - 波蘭武裝力量行動應變及機動組[40]
- 中華民國
  - 中華民國陸軍（安裝於UH60M黑鷹通用直升機、M60A3 TTS、CM11及M1A2T，戰車之同軸機槍亦使用車裝型的M240；另外美國亦曾軍援M240B，但至今僅庫存未使用）
  - 中華民國空軍（安裝於UH60M黑鷹通用直升機）
  - 中華民國海軍陸戰隊（安裝於M60A3 TTS之同軸機槍亦使用車裝型的M240）
  - 海洋委員會海巡署（安裝於巡防救難艦）
- 羅馬尼亞
- 沙烏地阿拉伯
- 泰國
- 乌克兰：2022年俄羅斯入侵烏克蘭期間由美國軍援。
  - 烏克蘭武裝部隊
- 美国
  - 美國武裝部隊
- 葉門

## 流行文化
M240通用機槍系列同時出現在多部电影、电視劇、电子游戏和动画裡，例如

### 電影
- 2003年—：型號為M240B，裝在美国海岸警卫队MH-68A直升機以上並且用作艙門機槍（英语：Door gunner）。
- 2004年—：型號為M240B，由黑社會成員所使用。
- 2005年—《世界大戰》：型號為M240B、M240C和M240D：
  - M240B由美國陸軍士兵所使用。
  - M240C架設在M1A1「艾布蘭」主戰坦克以上並且由美國陸軍士兵所使用。
  - M240D分別架設在LAV-25兩棲裝甲偵察車上並且由美國陸軍士兵所使用。
- 2005年—《限制級戰警2：極限公國》
- 2006年—《時空線索》：型號為M240B，架設在美国海岸警卫队巡邏艇上。
- 2007年—《變形金剛》：型號為M240G，安裝在悍馬和UH-60黑鹰直升机上並且由美軍士兵所使用。
- 2007年—《28週毀滅倒數：全球封閉》
- 2008年—：型號為M240B，由美軍士兵所使用。
- 2009年—：型號為M240C和M240D：
  - M240C架設在M1A1艾布蘭主戰坦克上並且由美國陸軍士兵所使用。
  - M240D架設在M1A1艾布蘭主戰坦克和UH-60黑鹰直升机上並且由美國陸軍士兵所使用。
- 2009年—：型號為M240B，安裝在拖吊車駕駛室頂部的砲塔上並由人類反抗軍所使用。
- 2010年—：型號為M240B，在第三層夢境期間由悍馬車上的機槍手所使用。
- 2010年—《超危險特工》：型號為M240B，裝有鏟型握把和手槍握把，安裝在悍馬上並且由警衛所使用。
- 2011年—《世界異戰》：型號為M240B、M240C和M240D：
  - M240B架設在LAV-25兩棲裝甲偵察車上先後由美国海軍陸戰隊員和麥可·南茲海军上士（SSgt. Michael Nantz，飾演）所使用。
  - M240C架設在LAV-25兩棲裝甲偵察車和M1A2艾布蘭主戰坦克上並且由美国海軍陸戰隊所使用。
  - M240D架設在CH-46海骑士直升机和UH-1休伊直升機上並且由美国海軍陸戰隊所使用。
- 2011年—《青蜂俠》
- 2011年—
- 2011年—《凸搥特派員：二度出包》：型號為M240G，由一名技術員所使用。
- 2012年—：雙聯及單裝M240G架設在海豹部隊河流型特種作戰船隻和Mark V型特種作戰船隻（連M145機槍用光學瞄準鏡）的甲板上；M240D架設在賽考斯基SH-60海鷹直升機上。
- 2013年—：型號為M240D，兩挺分別安裝在兩輛垃圾車內並且由兩名朝鮮恐怖份子所使用。
- 2013年—：型號為M240D，安裝在UH-60黑鹰直升机上作為艙門機槍並且由三角洲部隊所使用。
- 2013年—《末日之戰》：型號為M240G，架設在以色列國防軍直升機上並且由以色列國防軍所使用。
- 2013年—《超人：鋼鐵英雄》：型號為M240D，架設在M1A1艾布蘭主戰坦克上並且由美國陸軍士兵所使用。
- 2013年—《兩槍斃命》：型號為M240D，架設在伯爵的貝爾UH-1直升機上作為艙門機槍，並且由伯爵所使用。
- 2013年—《怒海劫》：型號為M240B，架設在RHIB硬式充氣艇以上並且由美國海軍所使用。
- 2013年—：型號為M240D，架設在MH-47支奴幹直升機的兩側作為艙門機槍，並且由美軍士兵所使用。
- 2014年—《美國狙擊手》：型號為M240G，架設在海豹部隊悍馬和MRAP上作為車載機槍，並且由海豹部隊所使用。
- 2014年—：型號為M240B，安裝在全地形車上作為副駕駛機槍，並且由殺戮者所使用。
- 2016年—《13小時：班加西的秘密士兵》：型號為M240B，由主角泰羅恩·S·「羅恩」·伍茲（英语：Tyrone S. Woods）（Tyrone S. "Rone" Woods，詹姆斯·貝吉·戴爾飾演）所使用。

### 電視劇、電視資訊節目
- 2003年—：2010年11月16日第8季第8集（播出順序為170集）“外患”（英語：Enemies Foreign），M240B架設在遙控武器系統以上。
- 2004年—：2007年10月3日第4季第2集（播出順序為73集，當季集號為第402集）“水深火熱”（英語：The Deep），M240B架設在美国海岸警卫队巡邏艇上並且由美國海岸衛隊船員所使用。
- 2006年—《新时代武器（英语：Future Weapons）》：5月17日第1季第5集（播出順序為第5集）“智能武器”（英語：Smart Weapons），M240B架設在特種武器觀測偵察探測系統（英语：Foster-Miller TALON#SWORDS）上。
- 2006年—：2007年3月28日第1季第16集「絕處窘」（英語：Winter's End），M240G架設在M1艾布蘭主力戰車上並且由假海軍陸戰隊員所使用。
- 2008年—《殺戮一代》：M240G架設在LAV-25兩棲裝甲偵察車上。
- 2009年—《一級軍火》：M240C架設在M1A2艾布蘭主戰坦克上。
- 2010年—：M240B架設在美国海岸警卫队巡邏艇上並且由美國海岸衛隊員所使用。
- 2011年—：第1季，M240B由第二馬薩諸塞州使用。

### 電子遊戲
- 2005年—：型號為M240C，架設在M1A2艾布蘭主戰坦克和M6後衞防空車上。
- 2005年—《真实计划》：型號為M240C，架設在LAV III裝步戰車、LAV-25兩棲裝甲偵察車、M1A2艾布蘭主戰坦克和M2A2布雷德利裝步戰車上；命名為「L37A1」的M240則安裝上彎刀輕型坦克上。
- 2006年—：型號為M240C，架設在M1A2艾布蘭主戰坦克上。
- 2006年—：型號為M240G，由美國士兵所使用。
- 2007年—：PC版本中登場，型號為M240G。
- 2007年—《冲突世界》：型號為M240B，移除槍管隔熱罩並且由北约士兵所使用。
- 2009年—：型號為M240B、M240C和M240G：
  - M240B連M145機槍用光學瞄準鏡由美国陸軍士兵所使用。
  - M240C架設在M1A2艾布蘭主戰坦克、M2布雷德利裝步戰車和LAV-25兩棲裝甲偵察車上並且由美国海軍陸戰隊員和美国陸軍士兵所使用。
  - M240G安裝在悍馬和SH-60海鷹直升機上或作為步兵武器並且由美国海軍陸戰隊員所使用。
- 2009年—及重製版：型號為M240B，載彈量為100發（聯機模式時可使用改裝：延長彈匣增至200發），最高攜彈量為900發（戰役模式）和300發（聯機模式）。戰役模式之中由美國陸軍第75遊騎兵團、阿富汗國民軍、141特遣隊、美國海軍海豹突擊隊、暗影連、弗拉基米爾·馬卡洛夫的手下和重裝盔甲（Juggernaut）所使用；聯機模式時於等級52解鎖，並可以使用前握把、紅點鏡、消音器、ACOG光學瞄準鏡、全金屬披甲彈（英语：Full metal jacket (ammunition)）、全像快瞄、心跳探測器、熱能探測式瞄具、延長彈匣。
- 2009年—：型號為M240C和M240G：
  - M240C架設在M1A2艾布蘭主戰坦克上。
  - M240G架設在LAV-25兩棲裝甲偵察車上。
- 2010年—《2010》：型號為M240B，單人模式之中安裝在CH-47直升機上；聯機模式時可以使用槍身，只能通過數位預訂PC版取得。
- 2010年—：M240B在遊戲中作為火力點武器之一登場，為支援兵的可選用武器之一。港台地區於2010年8月4日推出，並命名為「屠殺者」。
- 2010年—
- 2011年—：型號為M240C，架設在M1A3艾布蘭主戰坦克上。
- 2011年—：型號為M240B和M240C：
  - M240B為美軍支援兵（Support Class）裝備的通用機槍。命名為「M240B」，彈箱最高載彈量為100發（聯機模式時可使用改裝：延長彈匣增至200發），初始攜彈量為200發，最高攜彈量為400發，預設具有兩腳架。單人模式之中M240B安裝了光電瞄準鏡並且由美国海军陆战队，包括第一侦察营“米斯菲1-3”（Misfit 1-3）五人战术小队成員亨利·布莱克本中士（SSgt. Henry "Black" Blackburn）所使用。聯機模式時為「支援兵」（Support）的解鎖武器包武器之一，於達到90,000點支援兵得分時才能解鎖，被歸類為輕機槍，並可以使用M240B沙漠條紋塗裝、M240B林地樹木塗裝、M145（放大3.4倍）、消焰器、擴充彈匣、戰術燈、光電瞄準鏡、前握把、雷射瞄準器、反射式瞄準鏡、消音器、紅外線夜視鏡（紅外線放大1倍）、ACOG（放大4倍）、PK-A（放大3.4倍）、PKA-S、內紅點瞄準鏡。
  - M240C架設在LAV-25（替代武器）、M1128（替代武器）、AAV-7A1 AMTRAC（乘客替代武器）和M1A2艾布蘭主戰坦克（同軸機槍）上。
- 2011年—：型號為M240C和M240D：
  - M240C架設在M1A1艾布蘭主戰坦克和M2布雷德利裝步戰車上。
  - M240D架設在M1A1艾布蘭主戰坦克上。
- 2012年—《战争前线》：型號為M240B，命名為「M240B」，木製槍托，为步枪手专用武器，使用150发尼龙弹箱。拥有皇冠币专属迷彩版本以及圣诞节专属涂装版本，增加威力及射程，所有版本均可以改装枪口配件（通用消音器、突击消音器、突击制退器）、战术导轨配件（通用握把、突击握把、突击握把架、机枪双脚架）以及瞄准镜（EoTech 553全息瞄准镜、绿点全息瞄准镜、ELCAN SpecterDS瞄准镜、红点瞄准镜、步枪高级瞄准镜、Trijicon ACOG瞄准镜）。
- 2012年—《戰爭雷霆》: 擔任多款載具上的固定武裝
- 2012年—：型號為M240B和M240L：
  - M240B在單人模式第二個任務之中安裝UGV上；聯機模式時由FSK所使用。
  - M240L由SAS，SFOD-D和SEAL重砲手所使用。SFOD-D使用版本命名為「M240 Mk43 Mod1」。
- 2013年—：型號為M240B和M240B無槍托型：
  - M240B命名為「M240B」（中文版則命名為「M240B輕機槍」），發射7.62×51毫米NATO子彈，彈箱最高載彈量為100發，預設具有兩腳架。單人模式之中於完成「颶風攔截」（Singapore）戰役後解鎖並且可由美国海军陆战队精英小隊「墓碑」隊長丹尼爾·雷克（Daniel Recker）所使用；多人聯機模式時為「支援兵」（Support）的解鎖武器包武器之一，於達到37,000點輕機槍得分時才能解鎖，被歸類為輕機槍，並可以使用全像、放大鏡（放大2倍）、防火帽、寛型握把、M145（放大3.4倍）、雷射瞄準器、制動器、反射式、手電筒、舒適握把、消音器、ACOG（放大4倍）、直角握把、重型槍管以及七件戰鬥包附件（FLIR（紅外線放大2倍）、稜鏡（放大3.4倍）、JGM-4（放大4倍）、土狼、消焰器、折疊握把、馬鈴薯握把、直立握把、綠點雷射瞄準器、紅外線夜視鏡（紅外線放大1倍）、眼鏡蛇、LS06消音器、PBS-4消音器、雷射／燈光組合、PKA-S、PK-A（放大3.4倍）、PSO-1（放大4倍）、R2消音器、戰術燈、三光束雷射、HD-33當中之七）。
  - M240B無槍托型於资料片「龍之獠牙」（Dragon's Teeth）中架設在RAWR（英语：Modular Advanced Armed Robotic System）軍用機械人以上用作其輕機槍。
- 2015年—：型號為M240B，命名為「M240B」，發射7.62×51毫米NATO子彈，彈箱最高載彈量為100發（可使用改裝：延長彈匣增至200發），最高攜彈量為300+100發（使用改裝：延長彈匣時改為200+200發；單人模式），預設具有全像和寛型握把，被歸類為戰場拾取武器。單人模式當中則能夠由主角尼古拉斯·門多薩所使用。
- 2015年—《戰術小隊》：型號為M240B和M240G，前者由美國陸軍所使用，後者由美國海軍陸戰隊所使用。M240H也安裝在美國陸軍直升機上作為固定武器。
- 2018年—《叛亂：沙漠風暴》：M240B為機槍兵專屬武器，可透過佔領點數解鎖與選配彈倉、瞄具和槍口配件。
- 2021年—《戰地風雲2042》：型號為M240B，作為戰地風雲入口的武器登場。
- 2021年—《應徵入伍》: 曾於現代戰役公測時擔任美軍地面載具M1A1HC的車載固定武裝。

### 動畫
- 2008年—《鶺鴒女神》：型號為M240C和M240D，架設在M1A1艾布蘭主戰坦克上。
- 2011年—《UN-GO》：型號為M240C和M240D，架設在M1A1艾布蘭主戰坦克上。
- 2015年—《GATE 奇幻自衛隊》：型號為M240E6。

### 小說
- 2014年—《刀劍神域外傳Gun Gale Online》：型號為M240B，由“ZEMAL”小隊的“修伊”所使用。

## 資料來源
1. 1 2 3 4 5 6 7  . FN Manufacturing, LLC. 2006-10-12  [2011-01-16]. （原始内容存档于2010-12-23）.
2. 1 2 3 4 5 6  . FNH USA. 2011  [2011-01-16]. （原始内容存档于2009-04-29）.
3. ↑  .   [2016-10-14]. （原始内容存档于2016-05-05）.
4. 1 2 3 4 5  . FNH USA. 2011  [2011-11-29]. （原始内容存档于2008-09-26）.
5. 1 2 3 4 5  . FNH USA. 2011  [2011-11-29]. （原始内容存档于2010-12-23）.
6. 1 2 3 4 5 6 7  . http://fnhusa.com - FNH USA Official Website. 2012  [2012-09-09]. （原始内容存档于2013-04-25）. 外部链接存在于|publisher= (帮助)
7. 1 2 3 4 5 6 7  . http://fnhusa.com - FNH USA Official Website. 2012  [2012-09-09]. （原始内容存档于2012-10-30）. 外部链接存在于|publisher= (帮助)
8. 1 2  . FNH USA. 2011  [2011-11-29]. （原始内容存档于2010-12-23）.
9. 1 2 3 4 5 6 7  . http://fnhusa.com - FNH USA Official Website. 2014  [2013]. （原始内容存档于2015-07-07）. 外部链接存在于|publisher= (帮助)
10. 1 2 3  . FNH USA. 2011  [2011-11-29]. （原始内容存档于2010-12-23）.
11. 1 2 3  . FNH USA. 2011  [2011-11-29]. （原始内容存档于2010-12-23）.
12. 1 2 3 4 5 6 7  . http://fnhusa.com - FNH USA Official Website. 2012  [2012-09-09]. （原始内容存档于2012-10-30）. 外部链接存在于|publisher= (帮助)
13. 1 2 3 4 5 6 7  . http://fnhusa.com - FNH USA Official Website. 2012  [2012-09-09]. （原始内容存档于2013-01-22）. 外部链接存在于|publisher= (帮助)
14. 1 2 3 4 5 6 7  . http://fnhusa.com - FNH USA Official Website. 2014  [2013]. （原始内容存档于2015-07-07）. 外部链接存在于|publisher= (帮助)
15. 1 2 3  . FNH USA. 2011  [2011-11-29]. （原始内容存档于2010-12-23）.
16. 1 2 3 4 5 6 7  . http://fnhusa.com - FNH USA Official Website. 2014  [2013]. （原始内容存档于2015-07-07）. 外部链接存在于|publisher= (帮助)
17. 1 2  . FNH USA. 2011  [2011-11-29]. （原始内容存档于2010-12-23）.
18. 1 2 3 4 5 6  . http://fnhusa.com - FNH USA Official Website. 2014  [2013]. （原始内容存档于2015-06-29）. 外部链接存在于|publisher= (帮助)
19. 1 2 3 4 5 6  . http://fnhusa.com - FNH USA Official Website. 2014  [2013]. （原始内容存档于2014-02-17）. 外部链接存在于|publisher= (帮助)
20. 1 2 3 4  . http://fnhusa.com - FNH USA Official Website. 2012  [2012-09-09]. （原始内容存档于2013-04-26）. 外部链接存在于|publisher= (帮助)
21. 1 2 3 4  . http://fnhusa.com - FNH USA Official Website. 2012  [2012-09-09]. （原始内容存档于2013-01-22）. 外部链接存在于|publisher= (帮助)
22. 1 2 3 4  . http://fnhusa.com - FNH USA Official Website. 2012  [2012-09-09]. （原始内容存档于2012-10-30）. 外部链接存在于|publisher= (帮助)
23. 1 2 3 4  . http://fnhusa.com - FNH USA Official Website. 2012  [2012-09-09]. （原始内容存档于2013-01-22）. 外部链接存在于|publisher= (帮助)
24. 1 2 3 4  . http://fnhusa.com - FNH USA Official Website. 2012  [2012-09-09]. （原始内容存档于2012-10-30）. 外部链接存在于|publisher= (帮助)
25. 1 2 3 4  . http://fnhusa.com - FNH USA Official Website. 2012  [2012-09-09]. （原始内容存档于2012-11-19）. 外部链接存在于|publisher= (帮助)
26. 1 2 3  Pike, John. . www.globalsecurity.org.   [2017-05-26]. （原始内容存档于2018-01-30）.
27. ↑  . FN®.   [2017-05-26]. （原始内容存档于2017-07-10） （美国英语）.
28. ↑  . ohioordnanceworks.com.   [2016-10-03]. （原始内容存档于2016-10-05）.
29. ↑  .   [2011-12-29]. （原始内容存档于2012-03-05）.
30. 1 2  Lance M. Bacon. . Gannett Government Media Corporation. 2011-04-30  [2011-04-30].
31. 1 2  Corps Not Looking at M240L—But a Silenced M240B? （页面存档备份，存于） - Kitup.Military.com, 10 January 2011
32. ↑  .   [2011-12-29]. （原始内容存档于2009-11-01）.
33. ↑   (PDF).   [2009-08-18]. （原始内容 (PDF)存档于2011-08-13）.
34. ↑  Fuller, BG Peter N.; COL Douglas A. Tamilio.  (PDF). PEO士兵辦公室. 美國軍隊. 2010年5月18日  [2010年10月28日]. （原始内容 (PDF)存档于2011年11月14日）.
35. ↑  Soldiers play key role in fielding lighter machine gun （页面存档备份，存于） – Army.mil, 15 December 2011
36. ↑  The M240L: The Myth of the $86,000 Machine Gun （页面存档备份，存于） – Guns.com, 10 February 2012
37. 1 2 3 4 5 6  . Small Arms Defense Journal.   [2017-05-14]. （原始内容存档于2017-06-16） （美国英语）.
38. ↑  Barrett M240LW Prototype （页面存档备份，存于） - The Firearm Blog, January 26, 2012
39. ↑  .   [2018-02-03]. （原始内容存档于2017-12-22）.
40. ↑  .   [2015-11-09]. （原始内容存档于2016-03-04）.

## 外部連結
- （英文）—FNH官方網站—MAG Standard
- （英文）—FNH USA官方網站—M240 Series—
  - M240B
  - M240C
  - M240D
  - M240H
- （英文）—FN Manufacturing website
- （英文）—Modern Firearms—M240（页面存档备份，存于）
- （英文）—M240 7.62mm Machine Gun（页面存档备份，存于）
- （英文）—Federation of American Scientists: M240（页面存档备份，存于）
- （英文）—Nazarian`s Gun`s Recognition Guide—FN MAG / M240（页面存档备份，存于）
- （英文）—Video #1 of M240（页面存档备份，存于）
- （英文）—The Firearm Blog.com—
  - FN protect over Colt M240B contract overuled（页面存档备份，存于）
  - The M2A1 .50 Machine Gun and Lightweight M240L（页面存档备份，存于）
  - Colt awarded contract for M240B machine guns（页面存档备份，存于）
  - Army to buy more lightweight M240L 7.62mm Machine Guns（页面存档备份，存于）
  - Knob Creek’13: Dual-mounted M240s（页面存档备份，存于）
  - FN America Wins Contract To Build M240 Machine Guns For US Army（页面存档备份，存于）
  - Libyan illicit arms Facebook Group（页面存档备份，存于）
  - ［SHOT 2016］ Barrett M240 Light Weight（页面存档备份，存于）
  - FN Anthem: We Are FN & We Are Legendary（页面存档备份，存于）
  - Barrett 240 LW, a close up look（页面存档备份，存于）
  - TFBTV Doing What We Do: Shooting Compilation（页面存档备份，存于）
  - TFB Writers MOA All Day Challenge- Rusty S.（页面存档备份，存于）
  - Book Review: Guns of the Special Forces 2001-2015（页面存档备份，存于）
- （英文）—The Truth About Guns.com—
  - Incendiary Image of the Day: That’s Not an Assault Rifle. That’s an Assault Rifle (Lightweight Barrett M240)（页面存档备份，存于）
  - Question of the Day: What’s Your Favorite Gun Brand and Why?（页面存档备份，存于）
- （英文）—Guns & Ammo.com—
  - Barrett Reveals M240LW Machine Gun（页面存档备份，存于）
  - The Untold FN Story（页面存档备份，存于）
- （英文）—Tactical-Life.com—
  - BARRETT NEXT-GEN M240LW (video)
  - Weapons of the U.S. Navy SEALs（页面存档备份，存于）
  - Strength Without Weight For M240（页面存档备份，存于）
  - U.S. Army to buy 3,053 lightweight M240L 7.62mm machine guns.（页面存档备份，存于）
  - BARRETT M240 LIGHTWEIGHT 7.62mm (with video)（页面存档备份，存于）
  - Ohio Ordnance M240-SLR 7.62×51mm（页面存档备份，存于）
  - OHIO ORDNANCE WORKS M240 7.62×51mm（页面存档备份，存于）
  - NEXT-GEN M240LW BATTLE BEAST（页面存档备份，存于）
  - 10 Extraordinary Pieces of Gear From AUSA 2014（页面存档备份，存于）
- （英文）—M 240-SLR
- （英文）—Military, Security and Civilian Guns and Equipment—Fabrique Nationale M240 GPMG（页面存档备份，存于）
- （英文）—M240 7.62mm Armor Machine Gun（页面存档备份，存于）
- （英文）—American Rifleman－Ohio Ordnance Works M240 SLR
- （英文）—YouTube上的M240 Machine Gun Tribute
- （英文）—YouTube上的M240B range in HD
- （英文）—YouTube上的Diss/ass contest - M240G medium machine gun
- （英文）—YouTube上的Shooting the M240 L
- （简体中文）—D Boy Gun World（槍炮世界）—M240系列通用机枪（页面存档备份，存于）
  - Barrett 240 LWS（页面存档备份，存于）
- （繁體中文）—Civilian Gunner—FN M240（页面存档备份，存于）
- （繁體中文）—人民網—
  - 美軍首款鈦合金機槍入選陸軍年度十大發明（页面存档备份，存于）
  - 美國陸軍追加訂購M240L中口徑機槍（页面存档备份，存于）